# Représentations diplomatiques de la Grèce

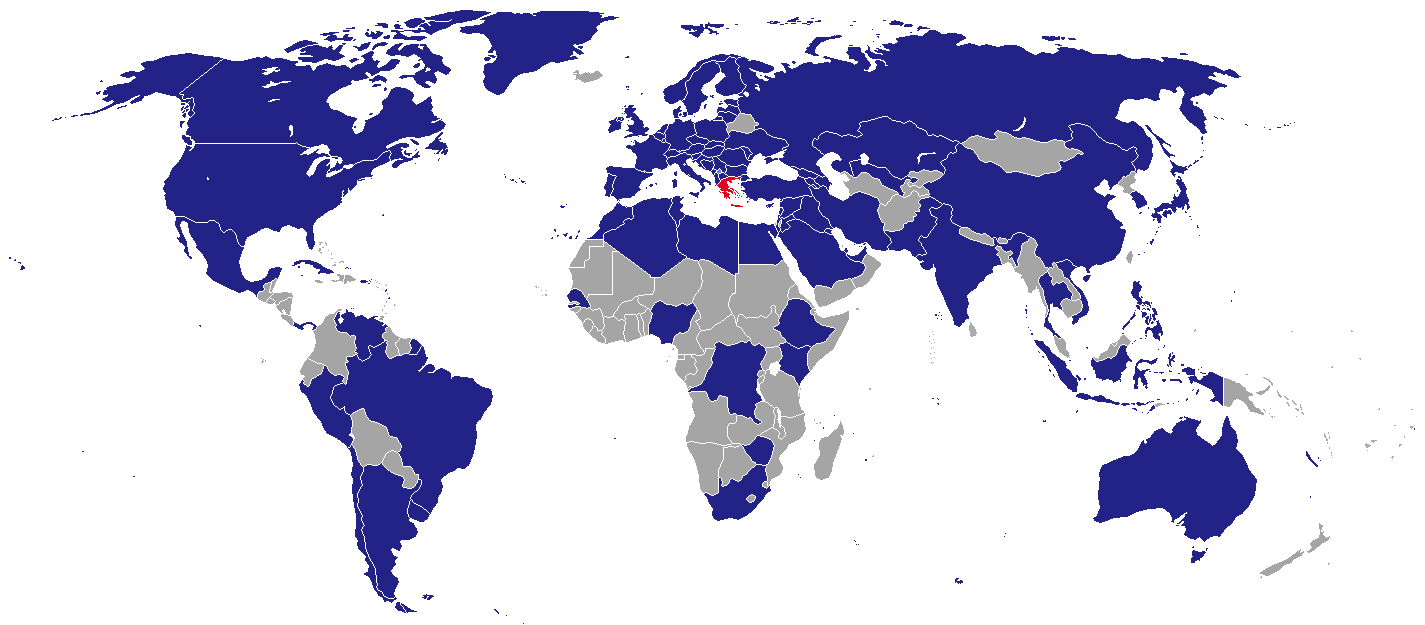
Pays accueillant une représentation diplomatique grecque (bleu : ambassade, bleu clair : consulat uniquement).

Cette liste comprend les représentations diplomatiques de la Grèce, à l'exclusion des consulats honoraires. La Grèce a une présence diplomatique mondiale étendue.

## Afrique
- Afrique du Sud
  - Pretoria (ambassade)
  - Johannesbourg (consulat général)
  - Le Cap (consulat)
  - Durban (consulat)
- Algérie
  - Alger (ambassade)
- Égypte
  - Le Caire (ambassade)
  - Alexandrie (consulat général)
- Éthiopie
  - Addis-Abeba (ambassade)
- Kenya
  - Nairobi (ambassade)
- Libye
  - Tripoli (ambassade)
- Maroc
  - Rabat (ambassade)
- Nigeria
  - Abuja (ambassade)
- République démocratique du Congo
  - Kinshasa (ambassade)
- Sénégal
  - Dakar (ambassade)
- Tunisie
  - Tunis (ambassade)
- Zimbabwe
  - Harare (ambassade)

## Amérique
- Argentine
  - Buenos Aires (ambassade)
- Brésil
  - Brasilia (ambassade)
  - São Paulo (consulat général)
- Canada
  - Ottawa (ambassade)
  - Montréal (consulat général)
  - Toronto (consulat général)
  - Vancouver (consulat général)
- Chili
  - Santiago (ambassade)
- Cuba
  - La Havane (ambassade)
- États-Unis
  - Washington (ambassade)
  - Boston (consulat général)
  - Chicago (consulat général)
  - Los Angeles (consulat général)
  - New York (consulat général)
  - San Francisco (consulat général)
  - Tampa (consulat général)
  - Atlanta (consulat)
  - Houston (consulat)
- Mexique
  - Mexico (ambassade)
- Panama
  - Panamá (ambassade)
- Pérou
  - Lima (ambassade)
- Uruguay
  - Montevideo (ambassade)
- Venezuela
  - Caracas (ambassade)

## Asie
- Arabie saoudite
  - Riyad (ambassade)
  - Djeddah (consulat général)
- Arménie
  - Erevan (ambassade)
- Azerbaïdjan
  - Bakou (ambassade)
- Chine
  - Pékin (ambassade)
  - Canton (consulat général)
  - Hong Kong (consulat général)
  - Shanghai (consulat général)
- Corée du Sud
  - Séoul (ambassade)
- Émirats arabes unis
  - Abou Dabi (ambassade)
- Géorgie
  - Tbilissi (ambassade)
- Inde
  - New Delhi (ambassade)
- Indonésie
  - Jakarta (ambassade)
- Irak
  - Bagdad (ambassade)
- Iran
  - Téhéran (ambassade)
- Israël
  - Tel Aviv-Jaffa (ambassade)
  - Jérusalem (consulat général)
- Japon
  - Tokyo (ambassade)
- Jordanie
  - Amman (ambassade)
- Kazakhstan
  - Astana (ambassade)
- Koweït
  - Koweït (ambassade)
- Liban
  - Beyrouth (ambassade)
- Ouzbékistan
  - Tachkent (ambassade)
- Pakistan
  - Islamabad (ambassade)
- Philippines
  - Manille (ambassade)
- Qatar
  - Doha (ambassade)
- Singapour
  - Singapour (ambassade)
- Syrie
  - Damas (ambassade)
- Thaïlande
  - Bangkok (ambassade)
- Turquie
  - Ankara (ambassade)
  - Istanbul (consulat général)
  - Izmir (consulat général)
  - Edirne (consulat)
- Vietnam
  - Hanoï (ambassade)

## Europe
- Albanie
  - Tirana (ambassade)
  - Gjirokastër (consulat général)
  - Korçë (consulat général)
- Allemagne
  - Berlin (ambassade)
  - Cologne (consulat général)
  - Düsseldorf (consulat général)
  - Francfort-sur-le-Main (consulat général)
  - Hambourg (consulat général)
  - Hanovre (consulat général)
  - Leipzig (consulat général)
  - Munich (consulat général)
  - Stuttgart (consulat général)
- Autriche
  - Vienne (ambassade, sise palais Vrints zu Falkenstein)
- Belgique
  - Bruxelles (ambassade)
- Bosnie-Herzégovine
  - Sarajevo (ambassade)
- Bulgarie
  - Sofia (ambassade)
  - Plovdiv (consulat général)
- Chypre
  - Nicosie (ambassade)
- Croatie
  - Zagreb (ambassade)
- Danemark
  - Copenhague (ambassade)
- Espagne
  - Madrid (ambassade)
- Estonie
  - Tallinn (ambassade)
- Finlande
  - Helsinki (ambassade)
- France
  - Paris (ambassade)
  - Paris (consulat général)
  - Marseille (consulat général)
- Hongrie
  - Budapest (ambassade)
- Irlande
  - Dublin (ambassade)
- Italie
  - Rome (ambassade)
  - Milan (consulat général)
  - Naples (consulat général)
  - Venise (consulat)
- Kosovo
  - Pristina (Bureau de liaison)
- Lettonie
  - Riga (ambassade)
- Lituanie
  - Vilnius (ambassade)
- Luxembourg
  - Luxembourg (ambassade)
- Macédoine du Nord
  - Skopje (ambassade)
  - Bitola (consulat général)
- Malte
  - La Valette (ambassade)
- Moldavie
  - Chișinău (ambassade)
- Monténégro
  - Podgorica (ambassade)
- Norvège
  - Oslo (ambassade)
- Pays-Bas
  - La Haye (ambassade)
  - Rotterdam (consulat général)
- Pologne
  - Varsovie (ambassade)
- Portugal
  - Lisbonne (ambassade)
- République tchèque
  - Prague (ambassade)
- Roumanie
  - Bucarest (ambassade)
- Royaume-Uni
  - Londres (ambassade)
  - Manchester (consulat général)
- Russie
  - Moscou (ambassade)
  - Novorossiïsk (consulat général)
  - Saint-Pétersbourg (consulat général)
- Serbie
  - Belgrade (ambassade)
  - Niš (consulat)
- Slovaquie
  - Bratislava (ambassade)
- Slovénie
  - Ljubljana (ambassade)
- Suède
  - Stockholm (ambassade)
- Suisse
  - Berne (ambassade)
  - Genève (consulat général)
- Ukraine
  - Kiev (ambassade)
  - Marioupol (consulat général)
  - Odessa (consulat général)
- Vatican
  - Rome (ambassade)[note 1]

## Océanie
- Australie
  - Canberra (ambassade)
  - Adélaïde (consulat général)
  - Melbourne (consulat général)
  - Sydney (consulat général)
  - Perth (consulat)

## Organisation internationales
- Bruxelles (mission permanente auprès de l'Union européenne et de l'OTAN)
- Genève (mission permanente auprès des Nations unies et d'autres organisations internationales)
- Montréal (mission permanente auprès de l'OACI)
- New York (mission permanente auprès des Nations unies)
- Paris (mission permanente auprès de l'UNESCO et de l'Organisation de coopération et de développement économiques)
- Strasbourg (mission permanente auprès du Conseil de l'Europe)
- Vienne (mission permanente auprès de l'Organisation pour la sécurité et la coopération en Europe)

## Galerie

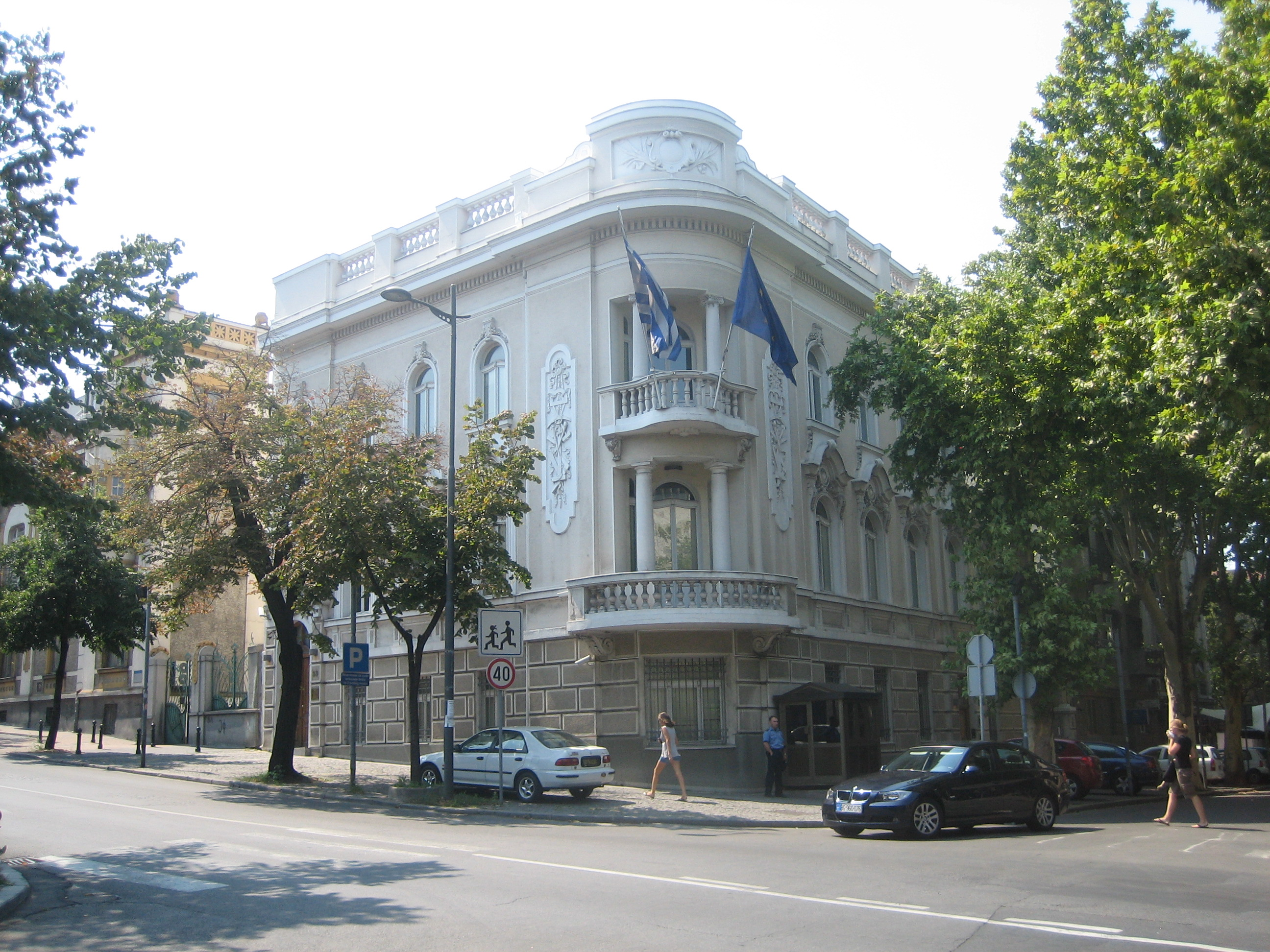
Ambassade à Belgrade.
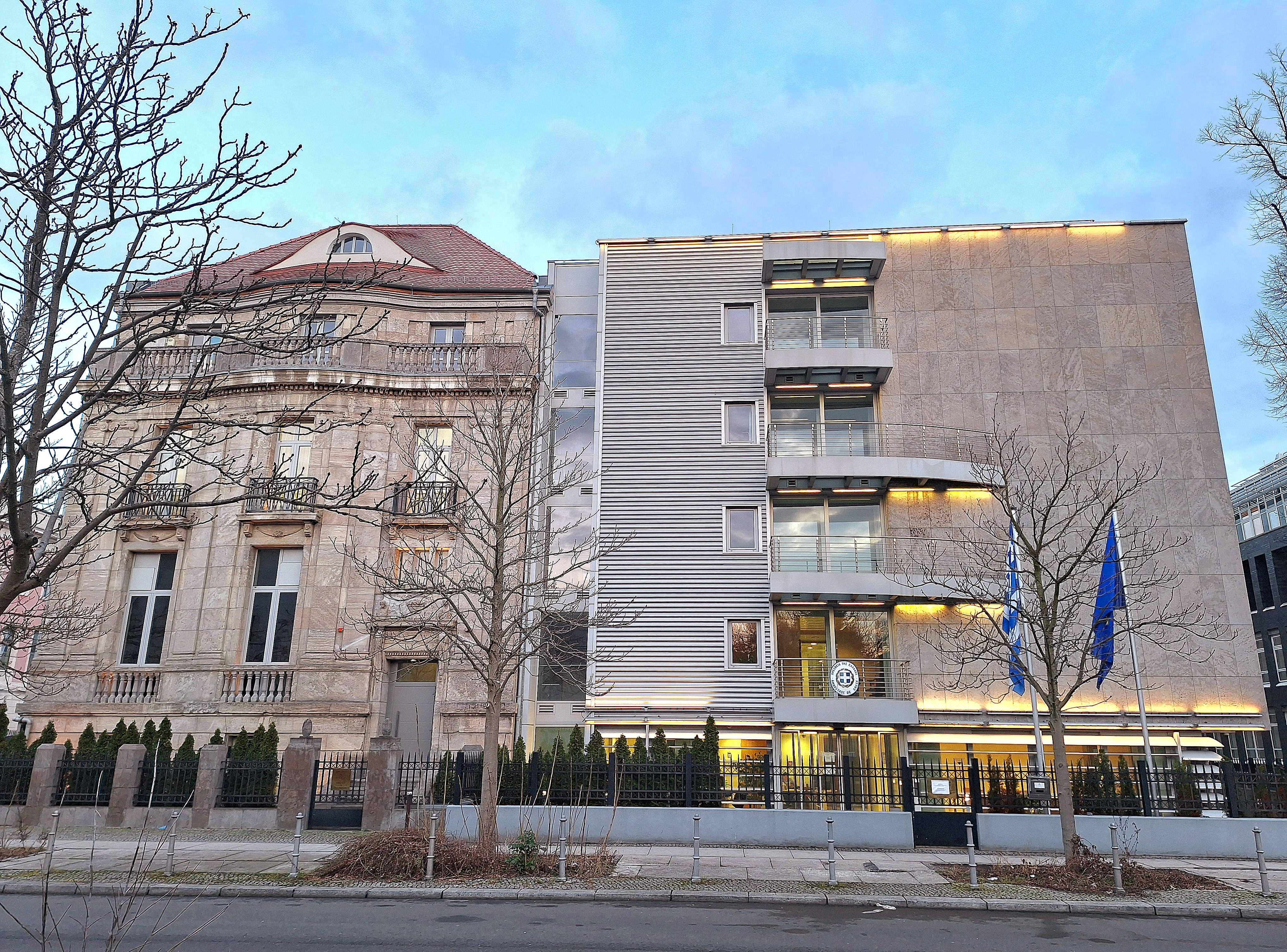
Ambassade à Berlin.
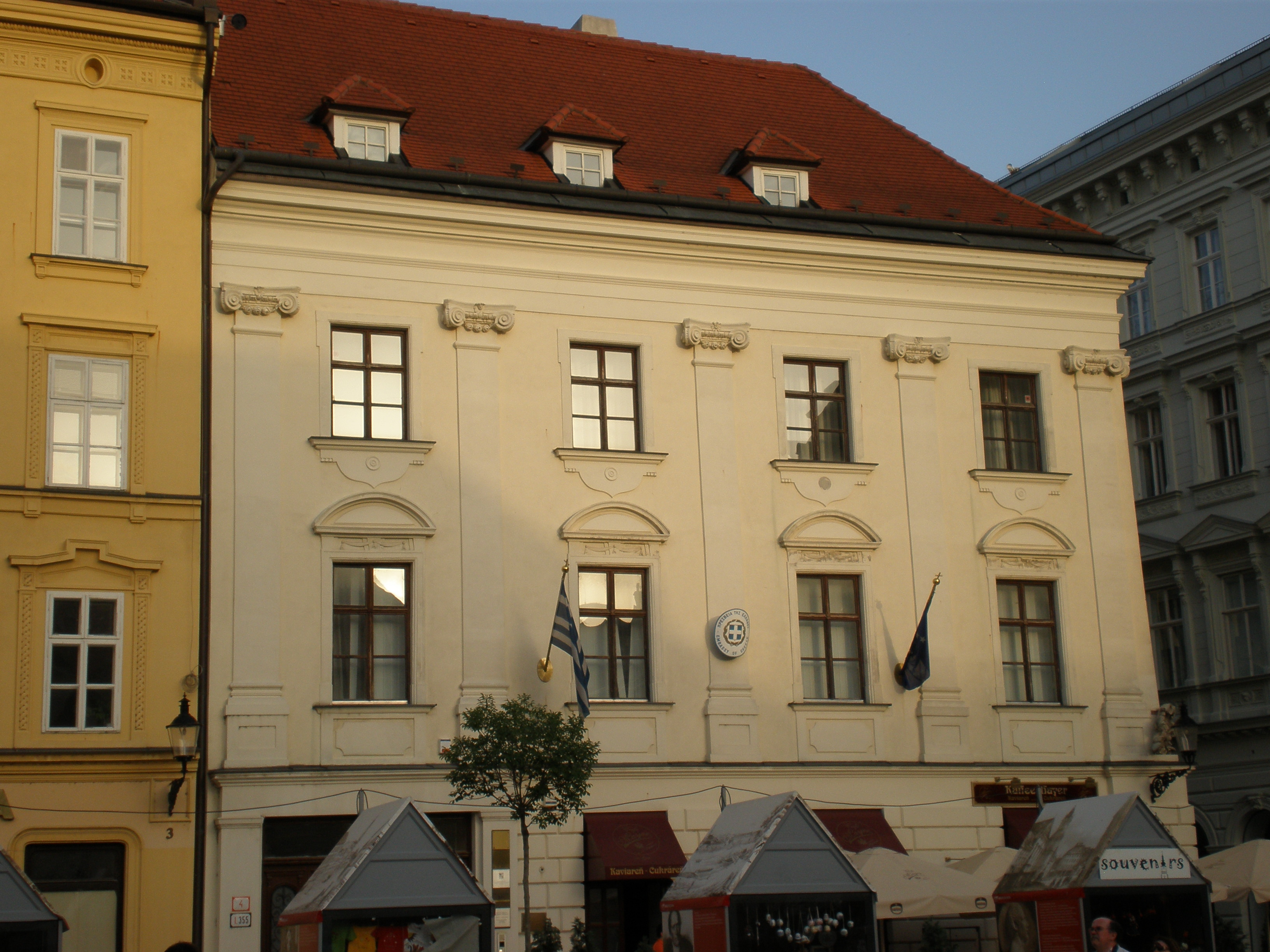
Ambassade à Bratislava.
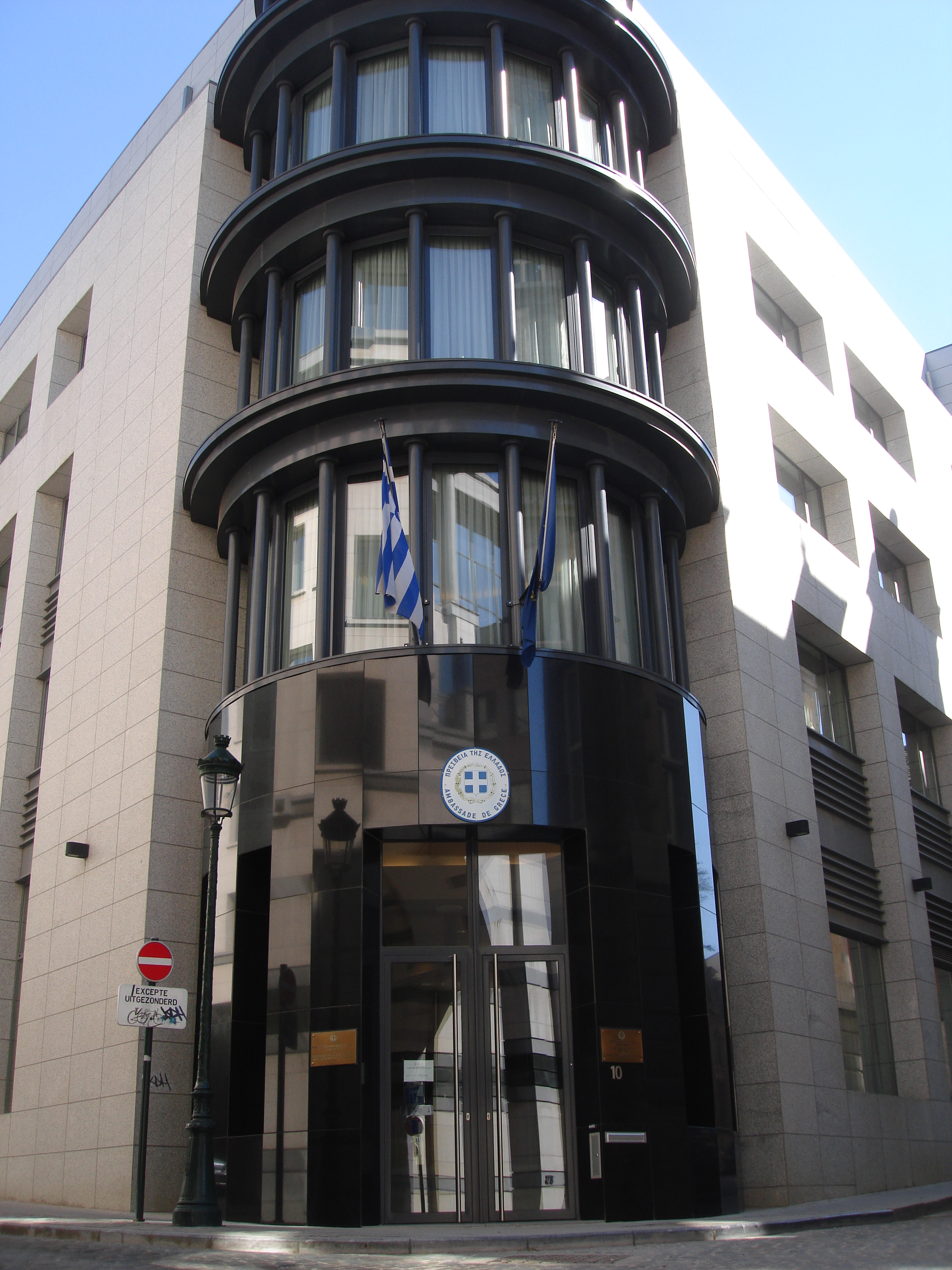
Ambassade à Bruxelles.
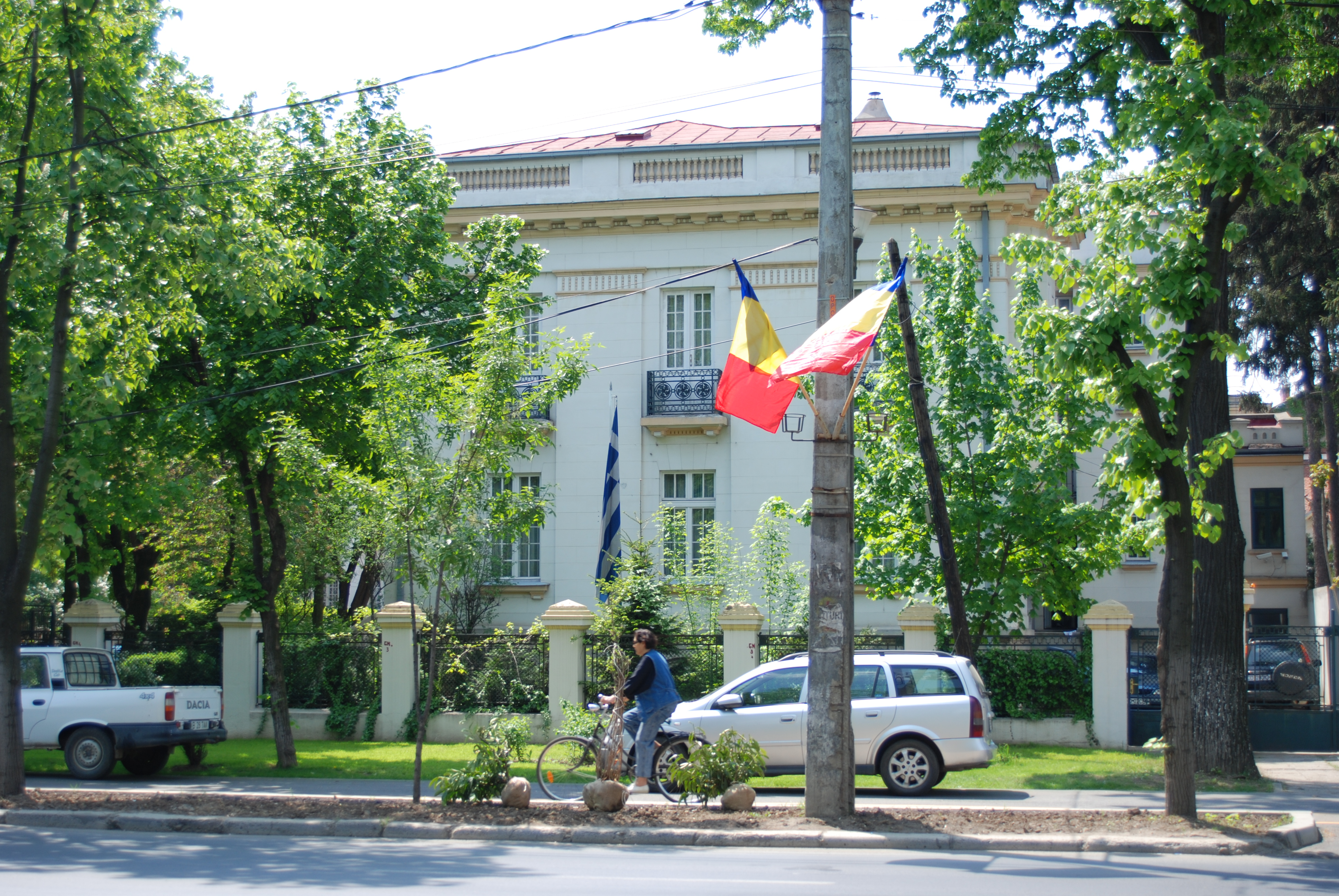
Ambassade à Bucarest.
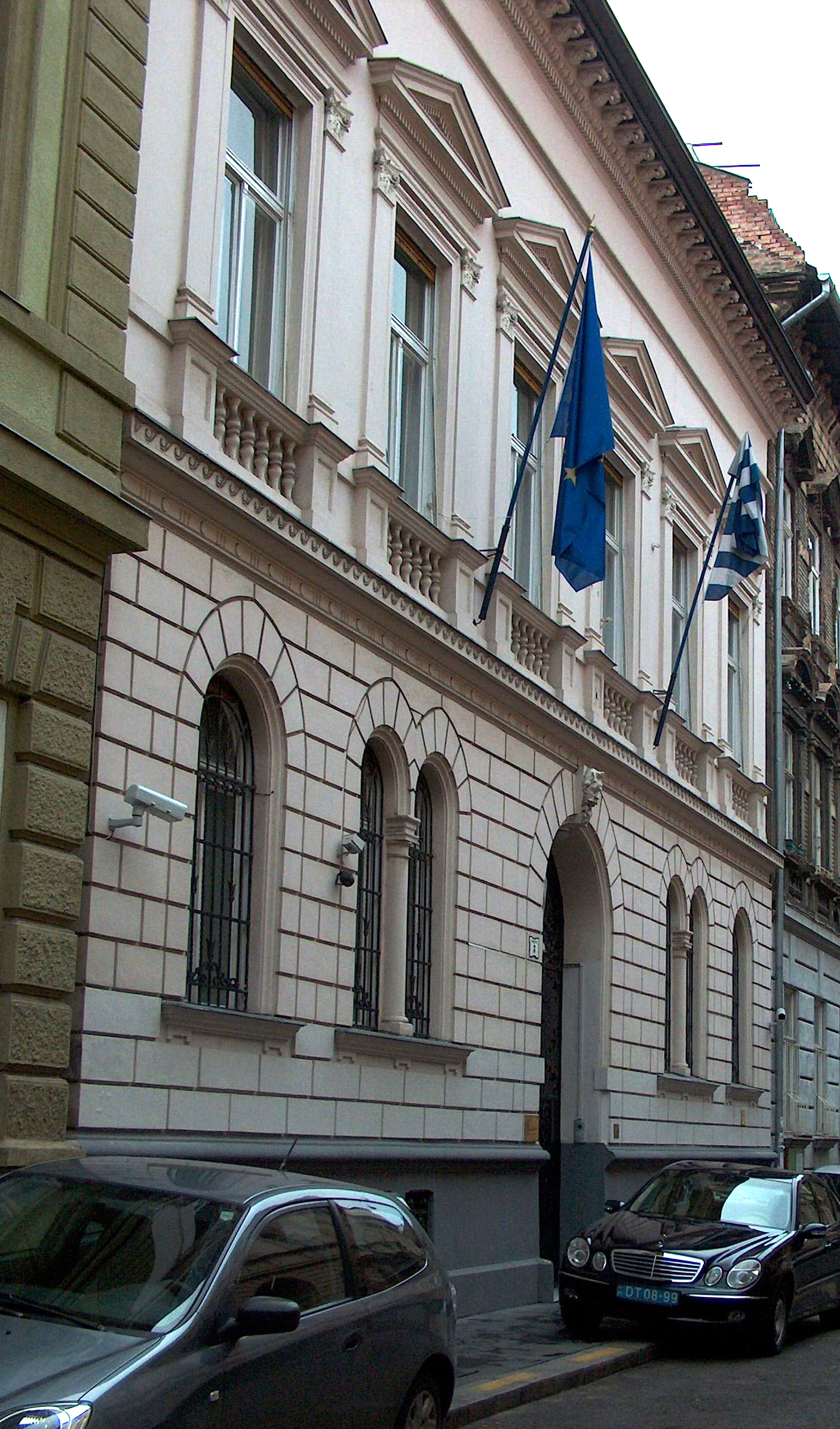
Ambassade à Budapest.
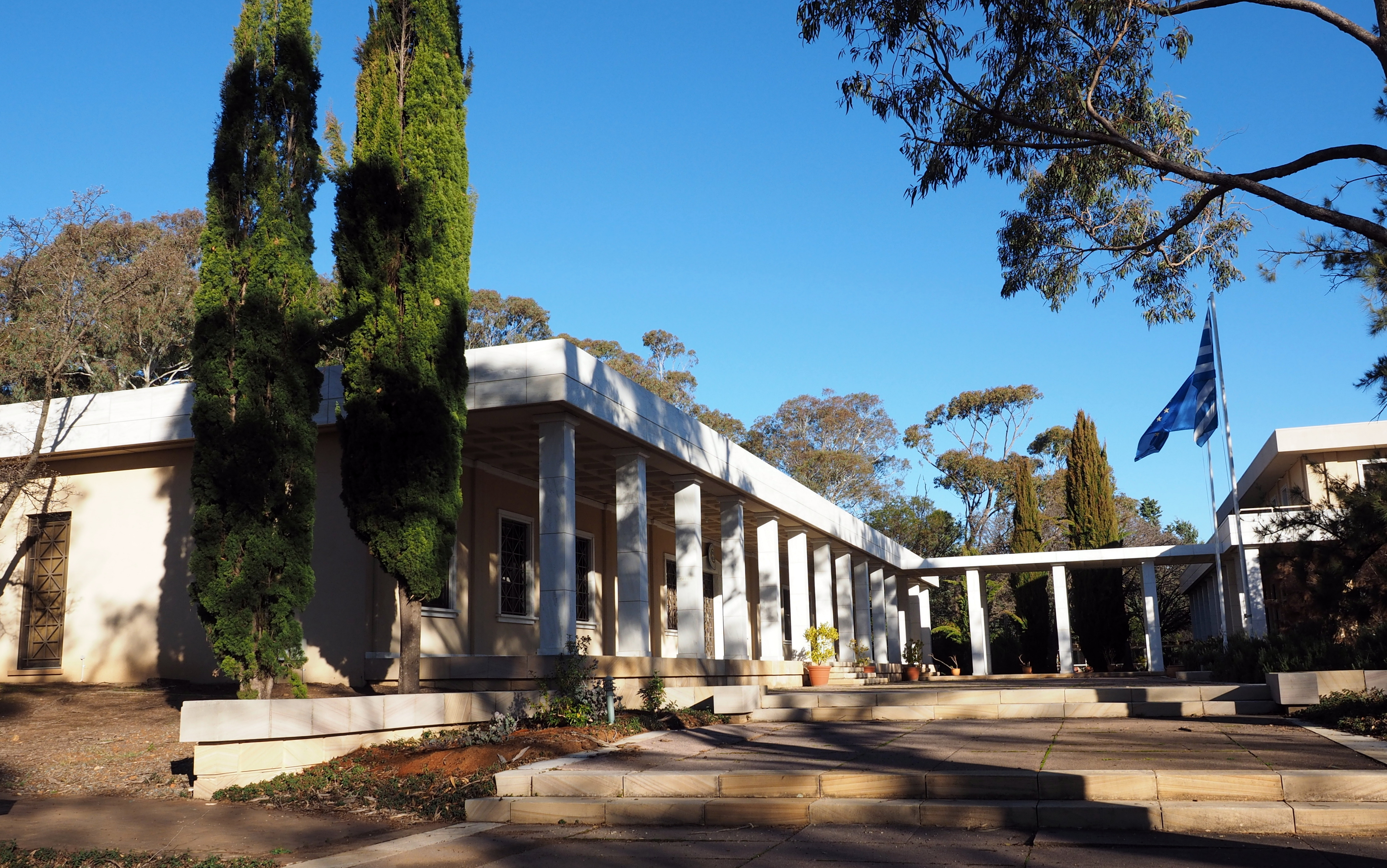
Ambassade à Canberra.
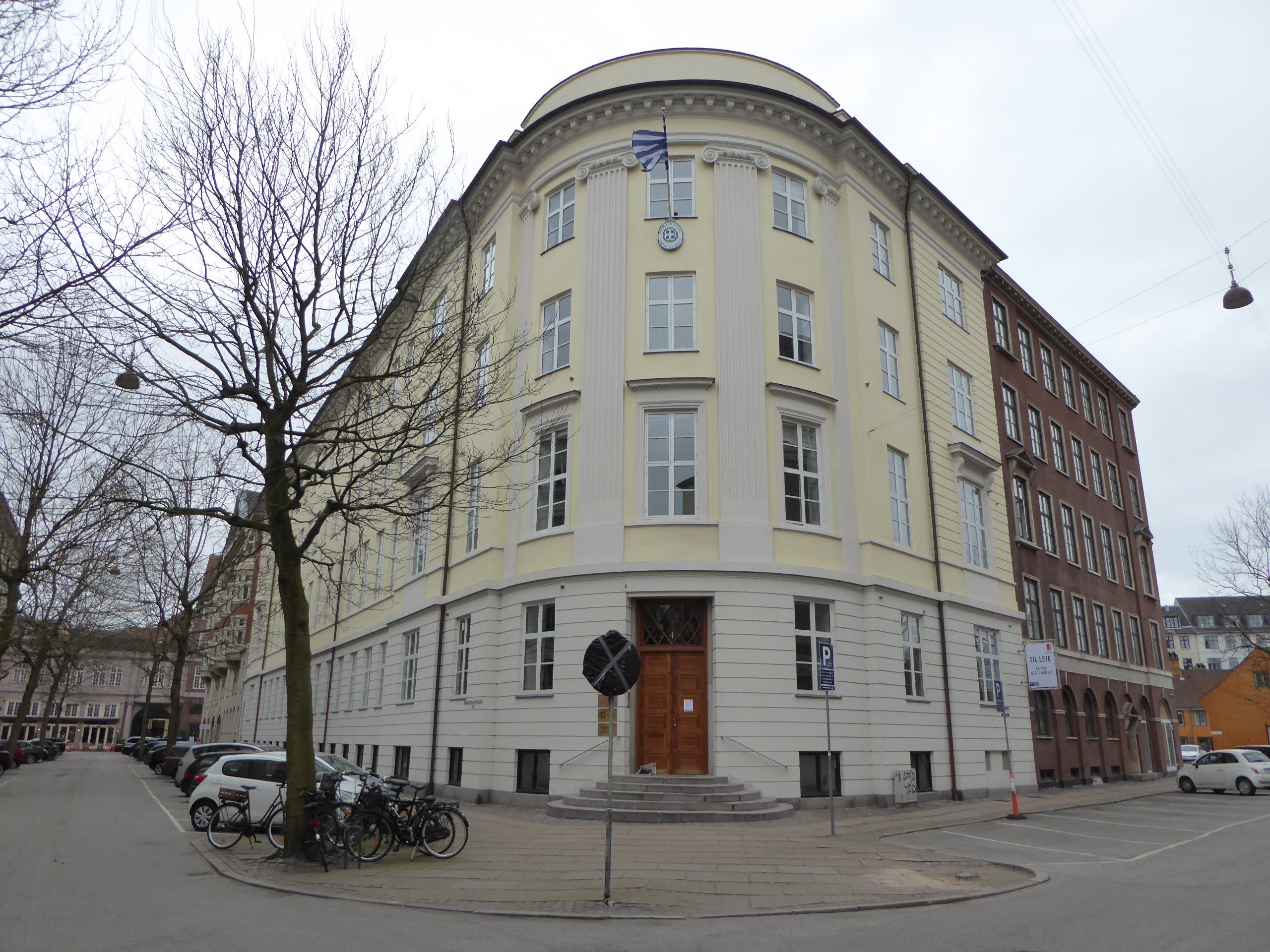
Ambassade à Copenhague.
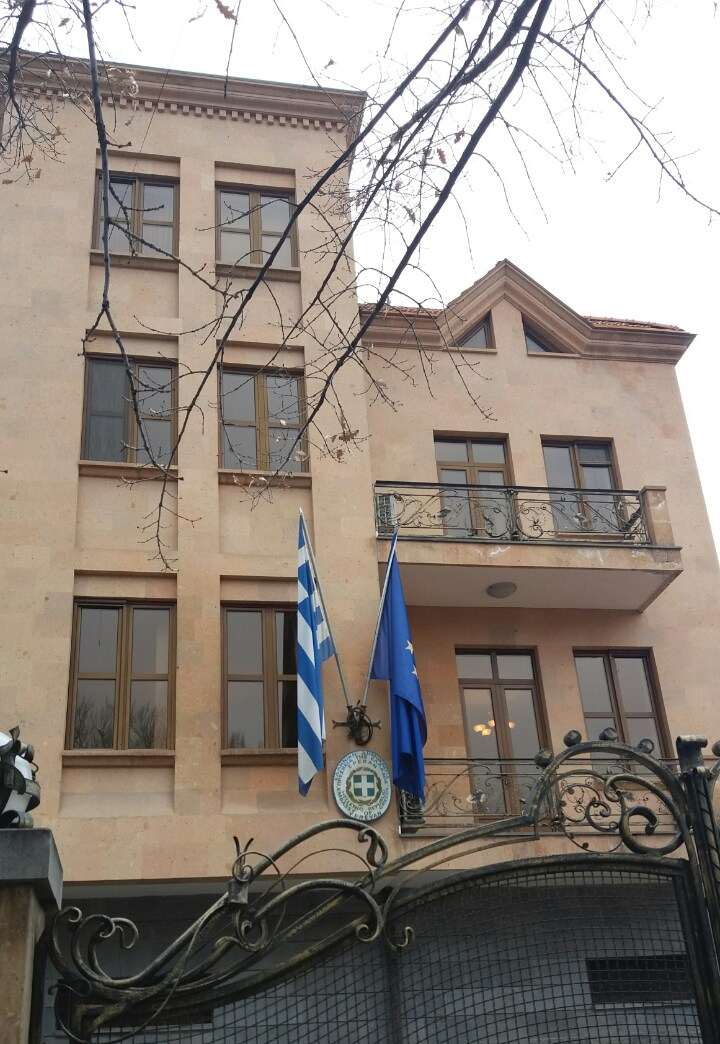
Ambassade à Erevan.
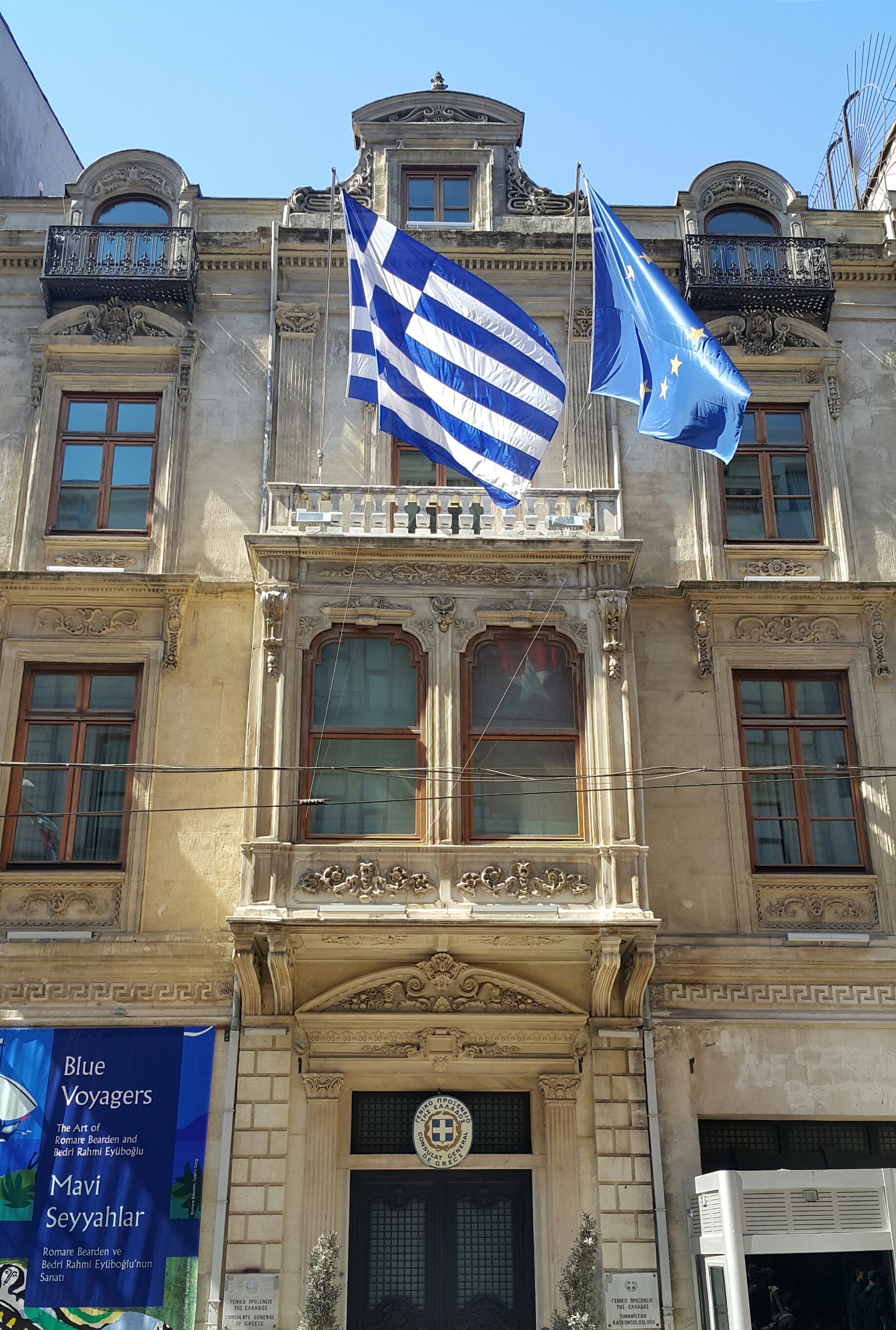
Consulat général à Istanbul.
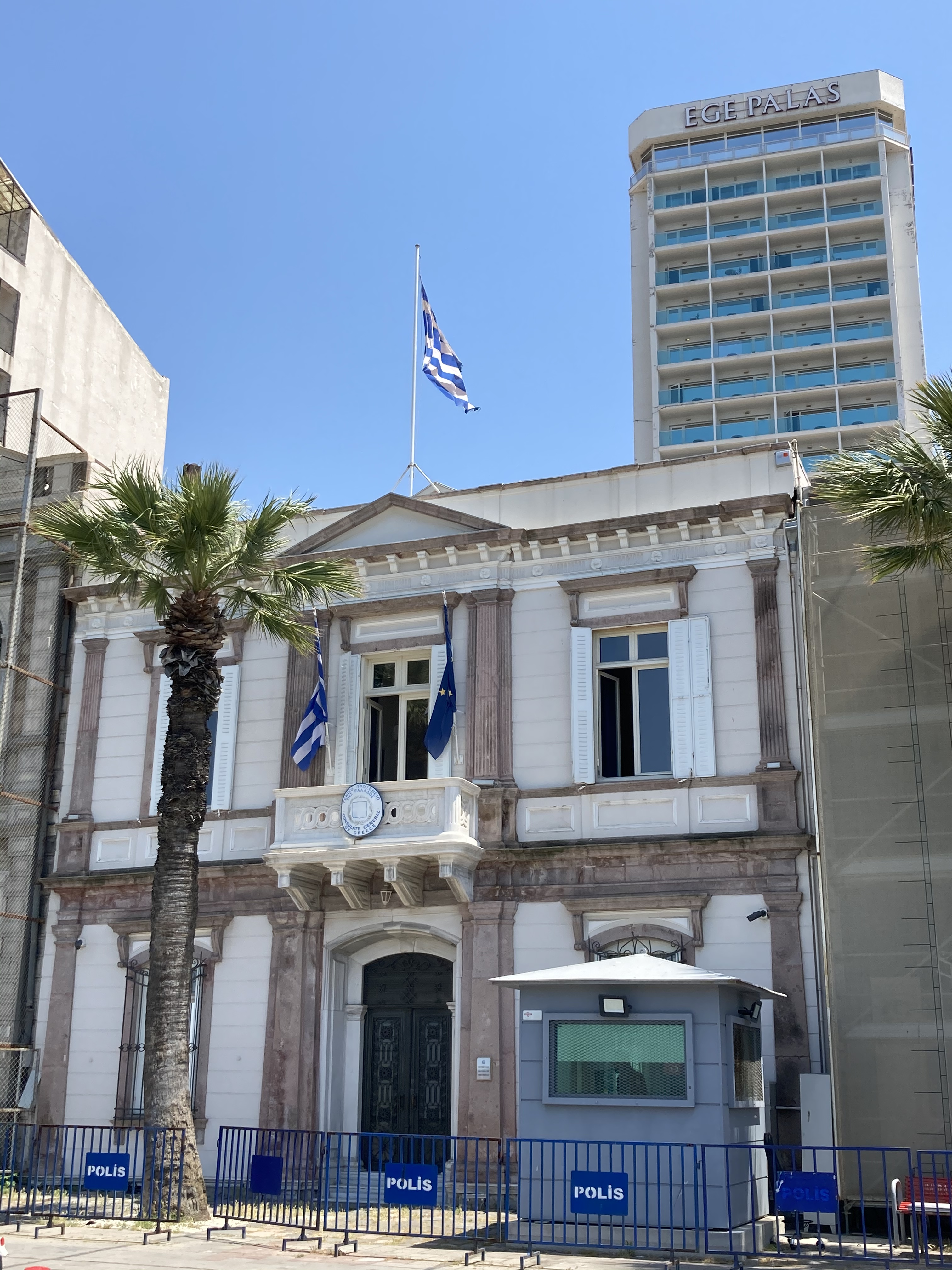
Consulat général à Izmir.
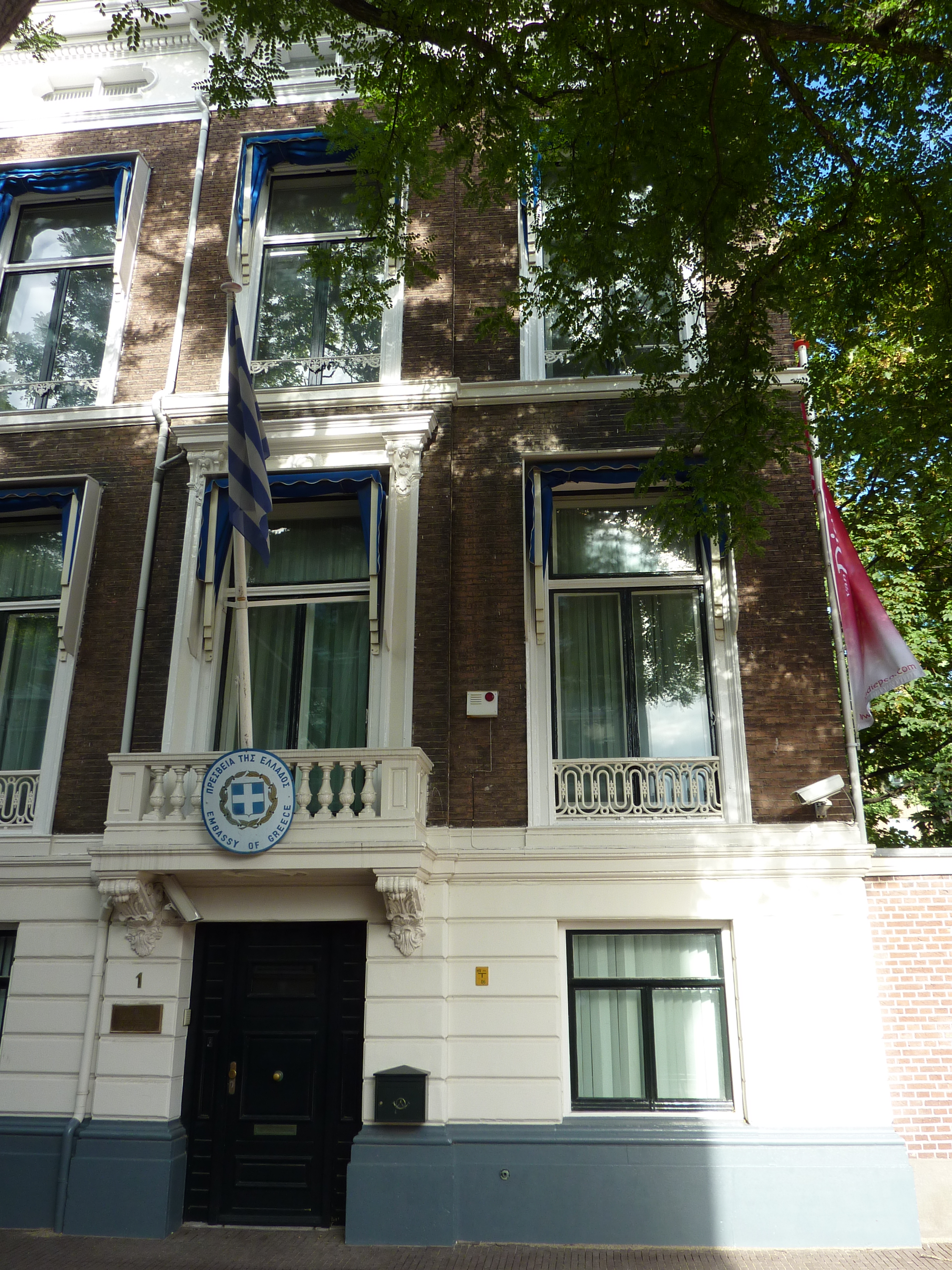
Ambassade à La Haye.
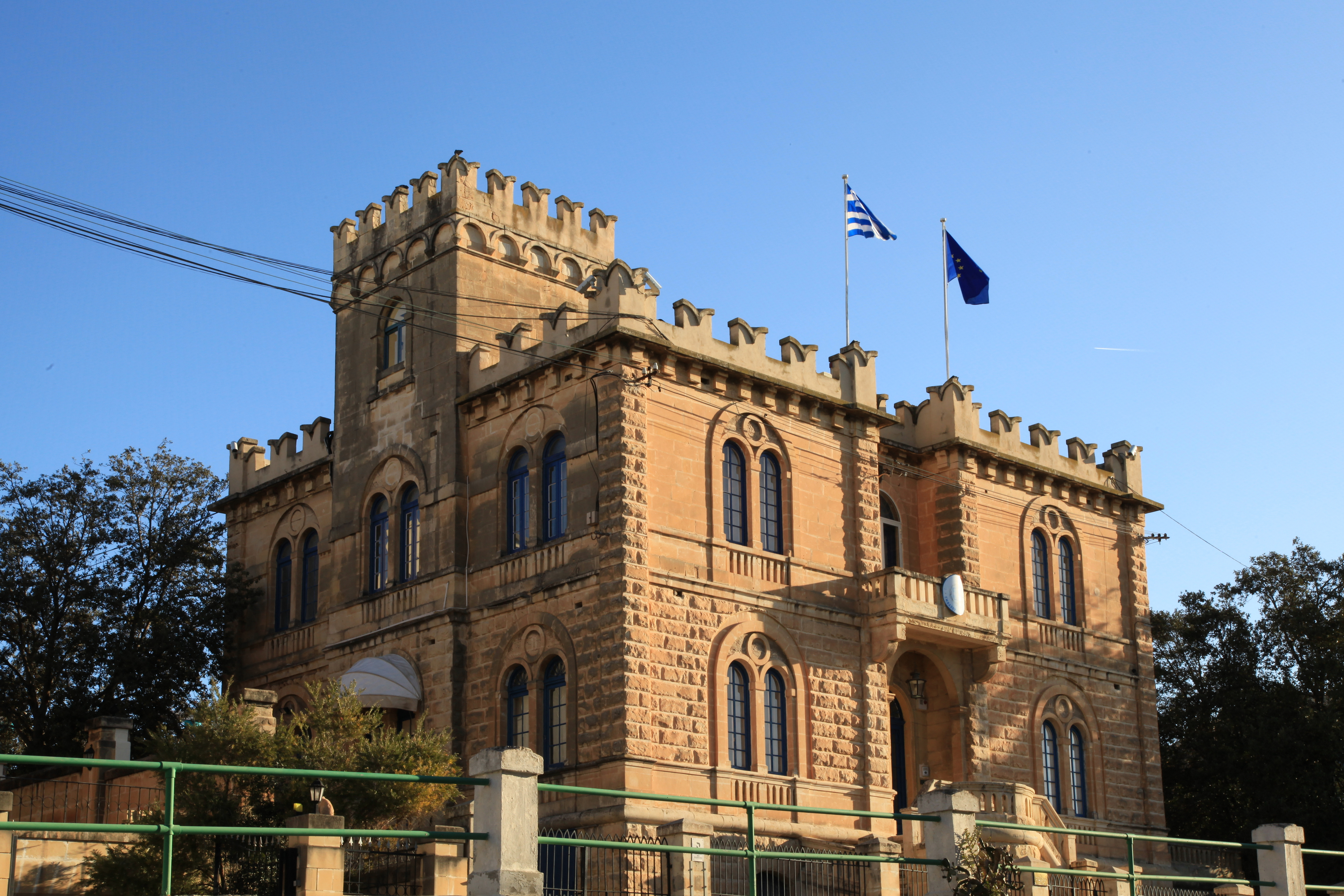
Ambassade à La Valette.
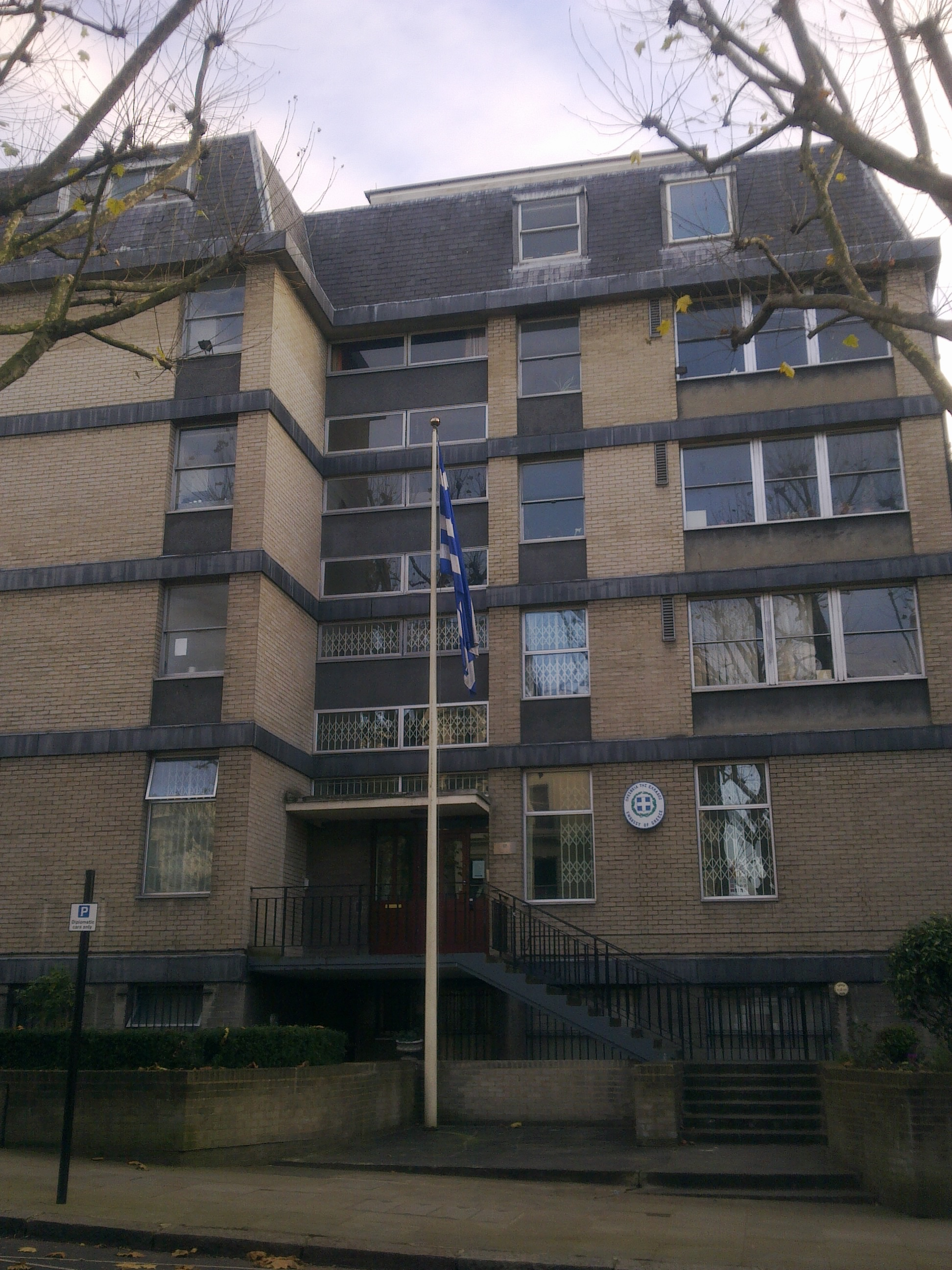
Ambassade à Londres.
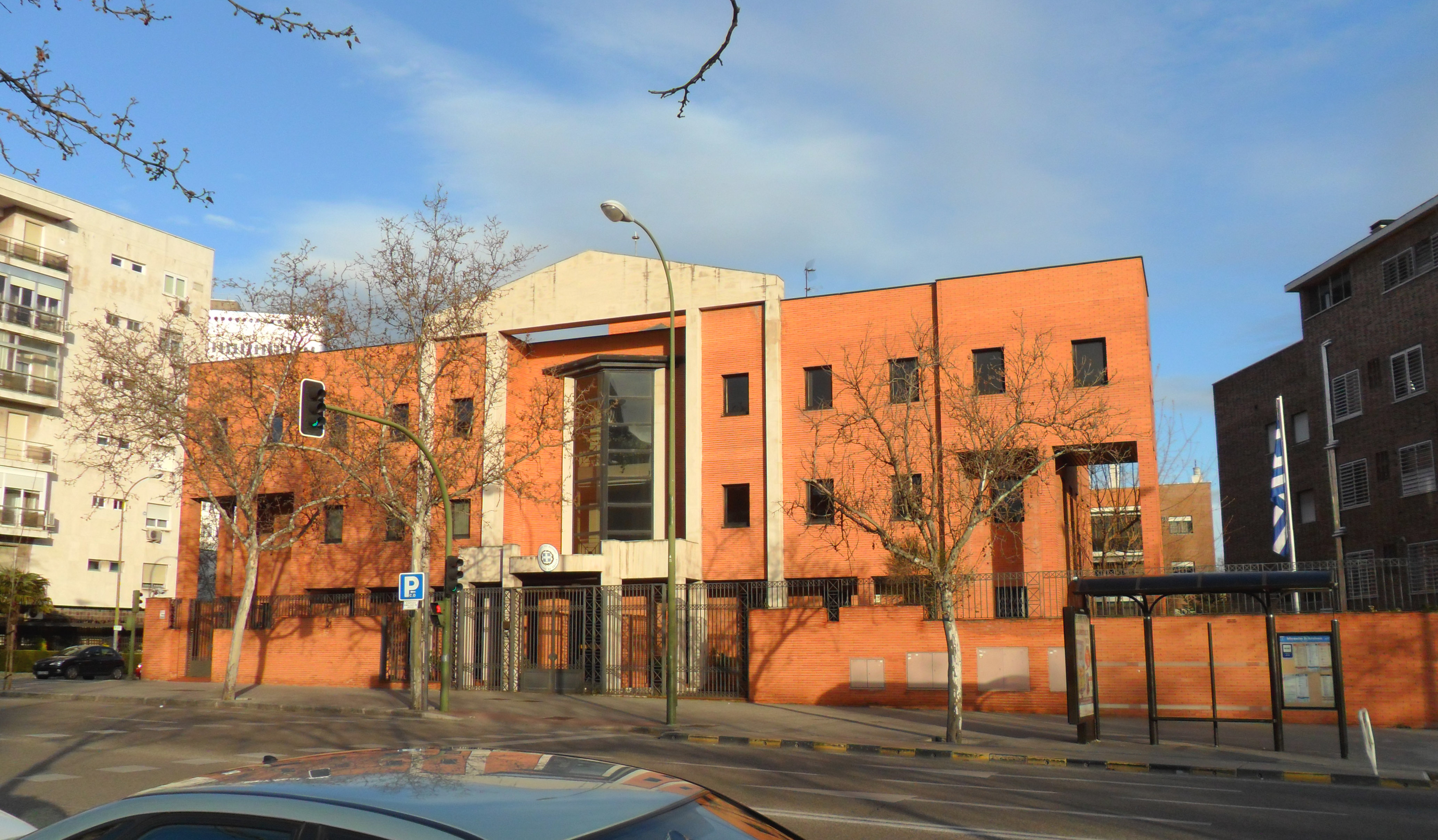
Ambassade à Madrid.
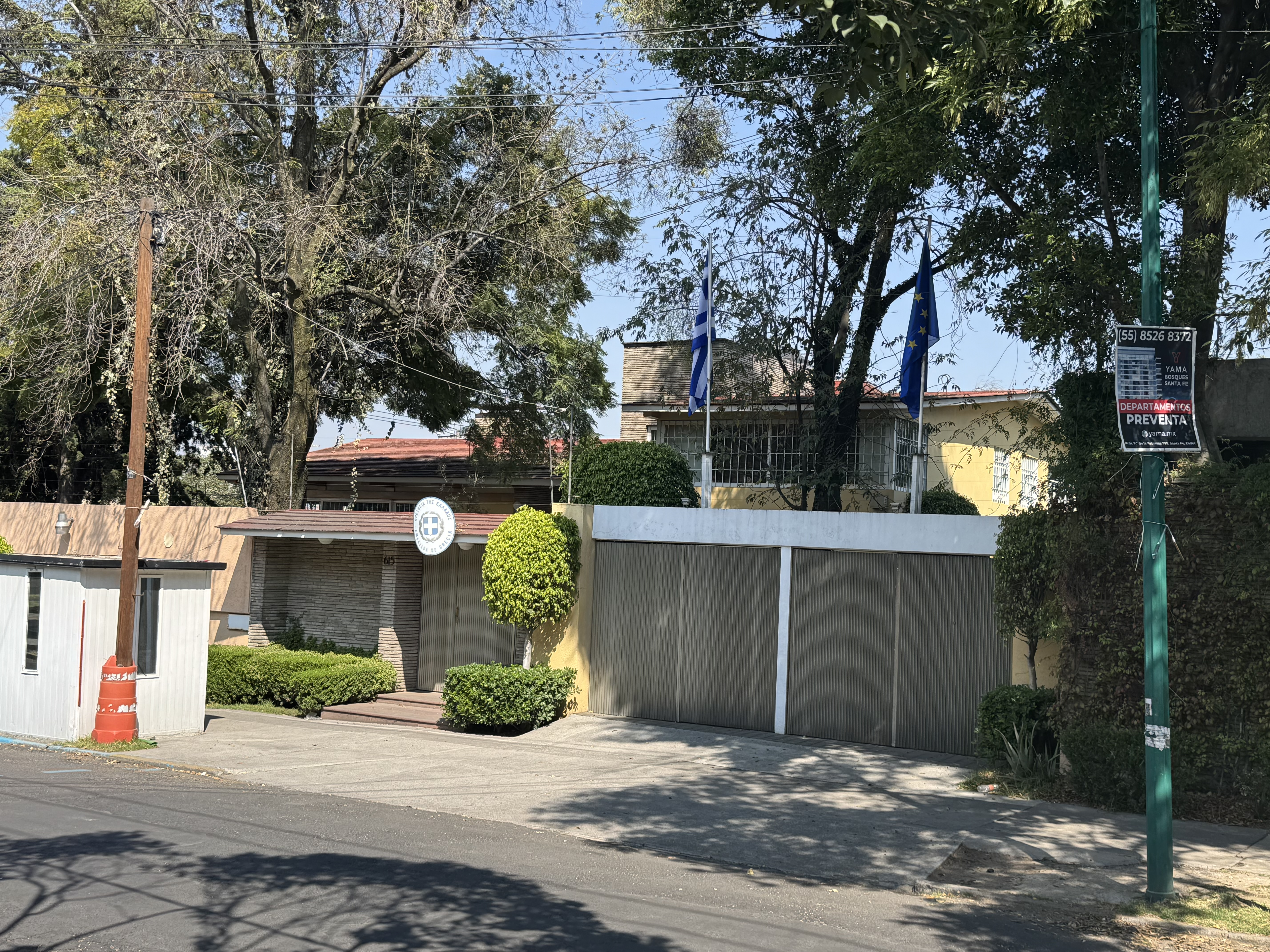
Ambassade à Mexico.
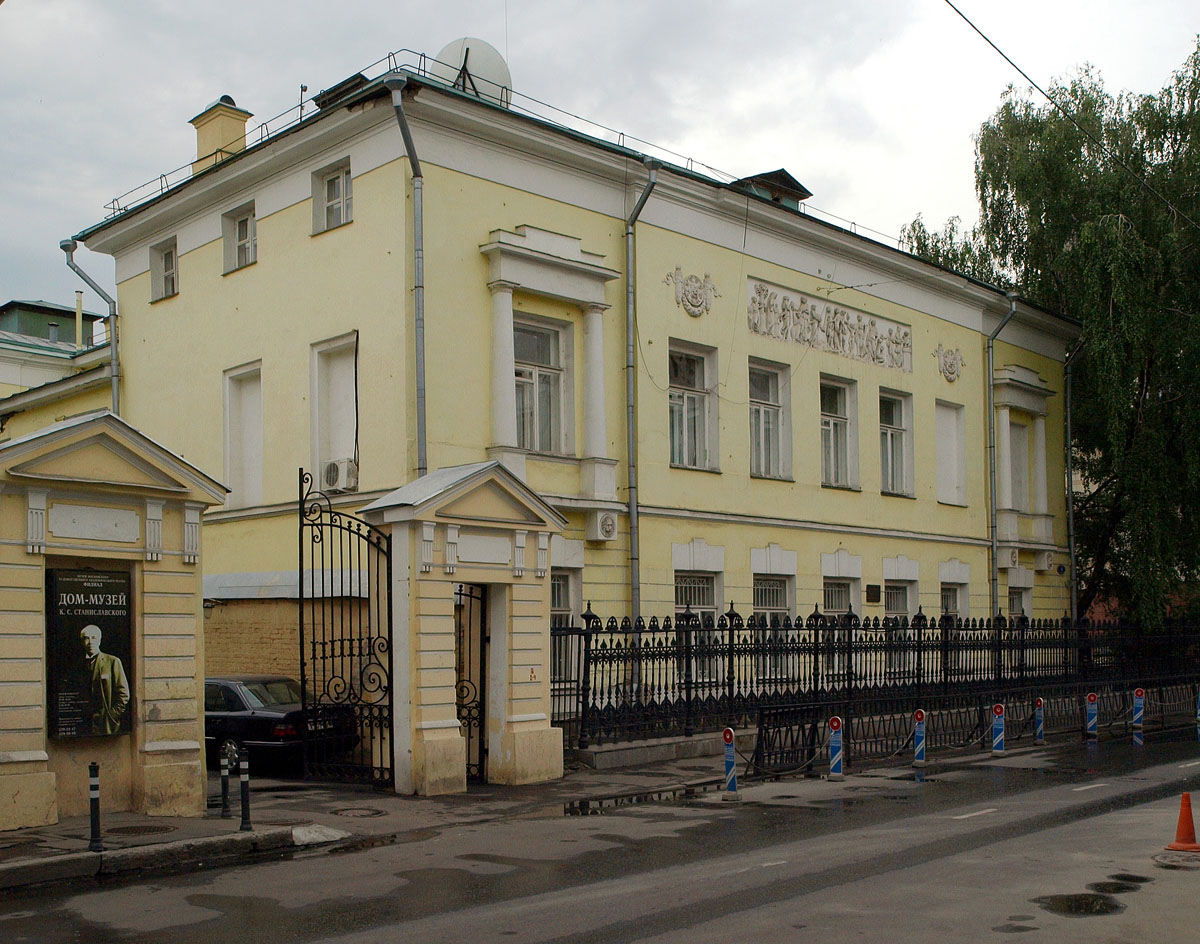
Ambassade à Moscou.
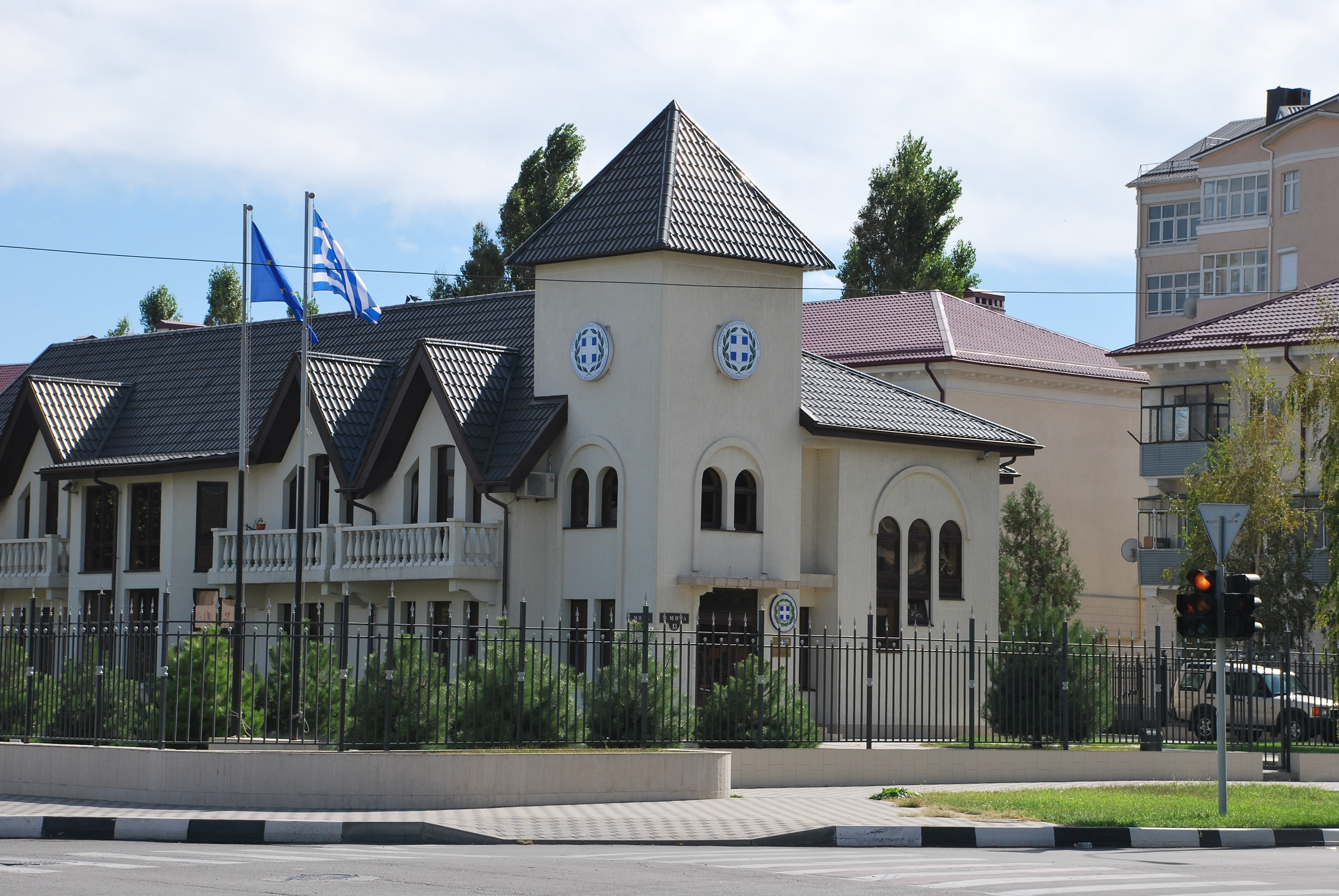
Consulat général à Novorossiysk.
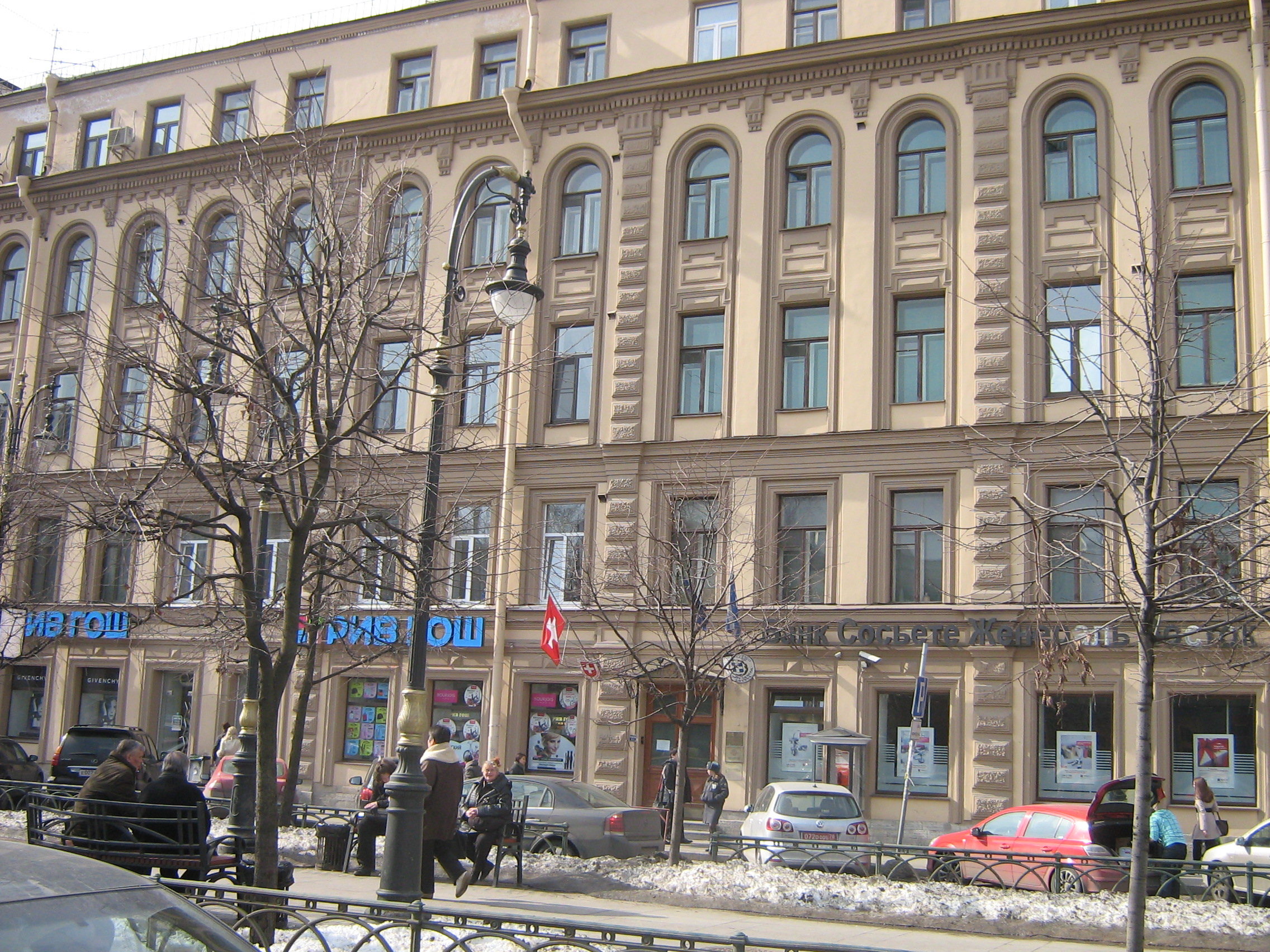
Consulat général à Saint-Pétersbourg.
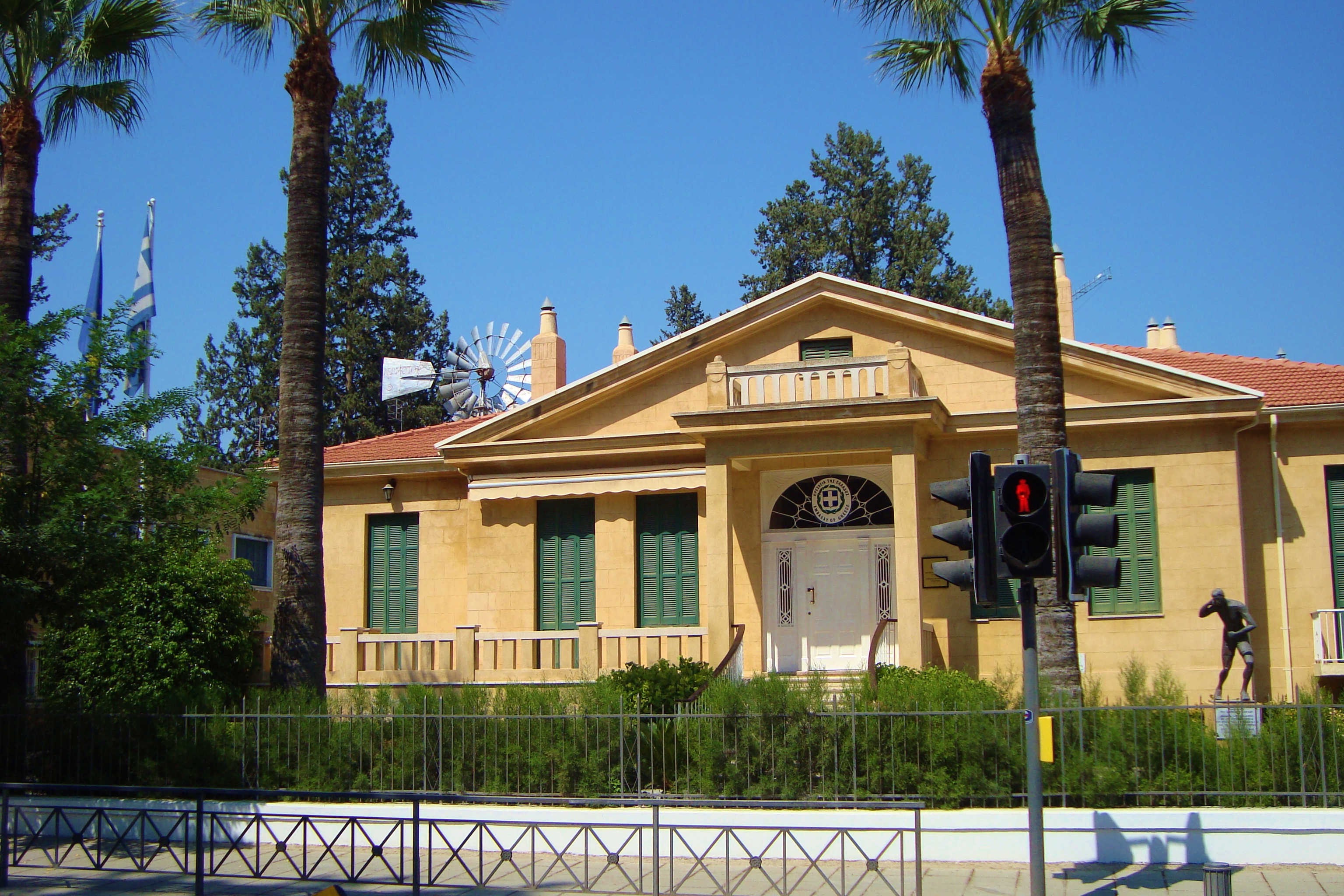
Ambassade à Nicosie.
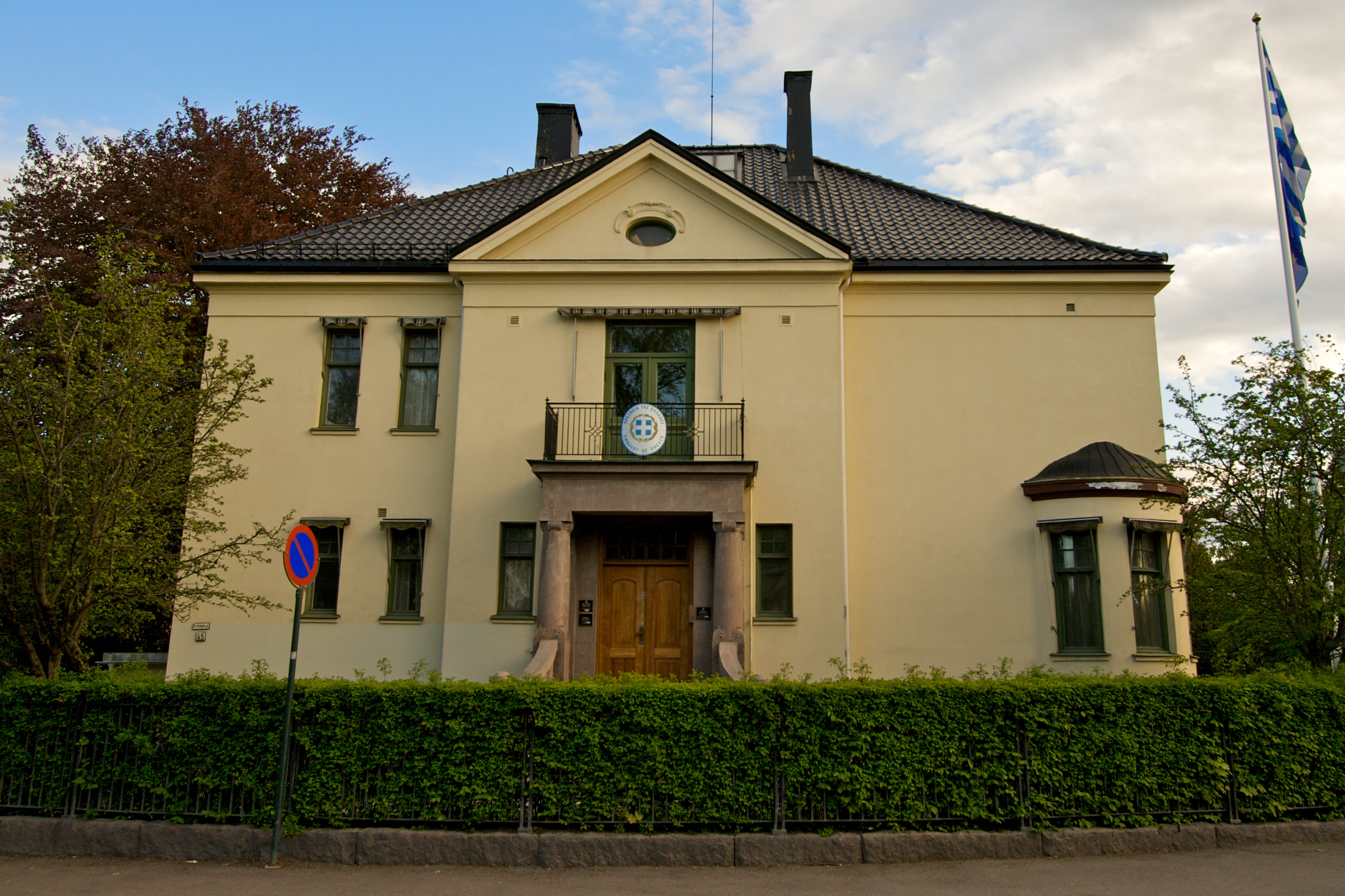
Ambassade à Oslo.
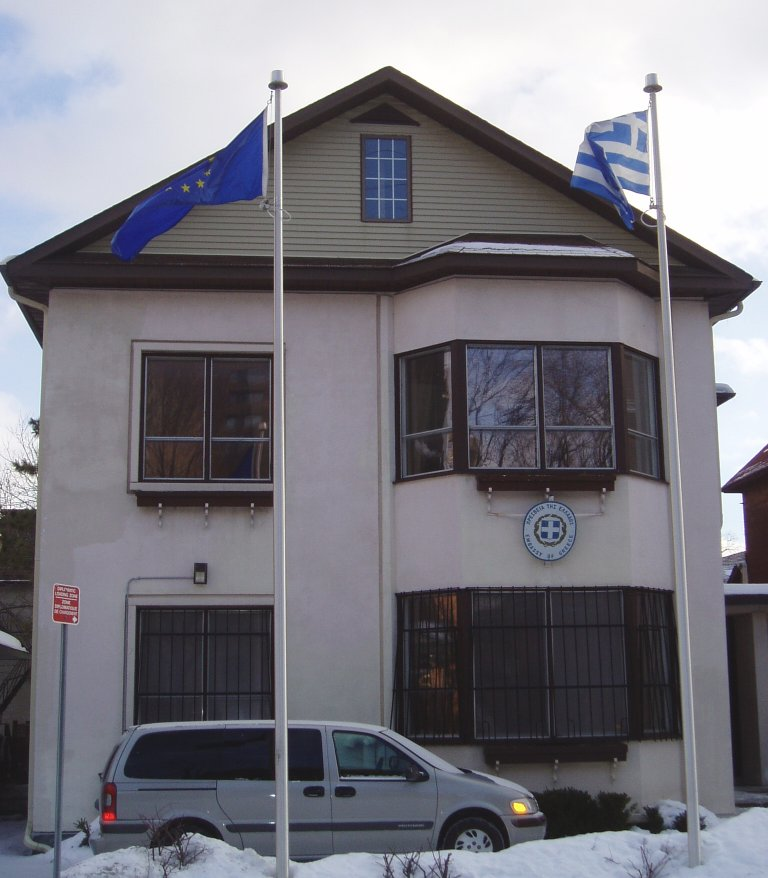
Ambassade à Ottawa.
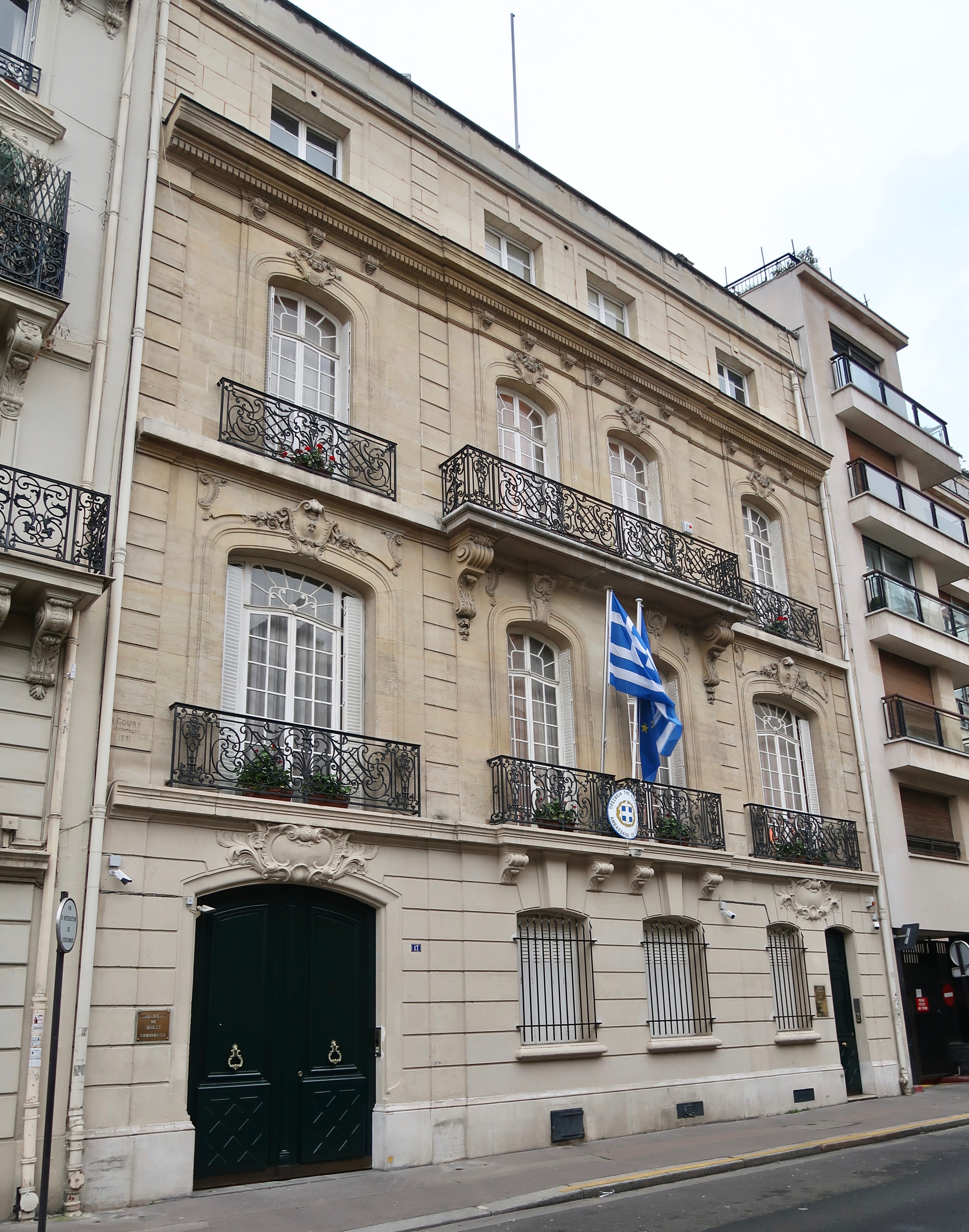
Ambassade à Paris.
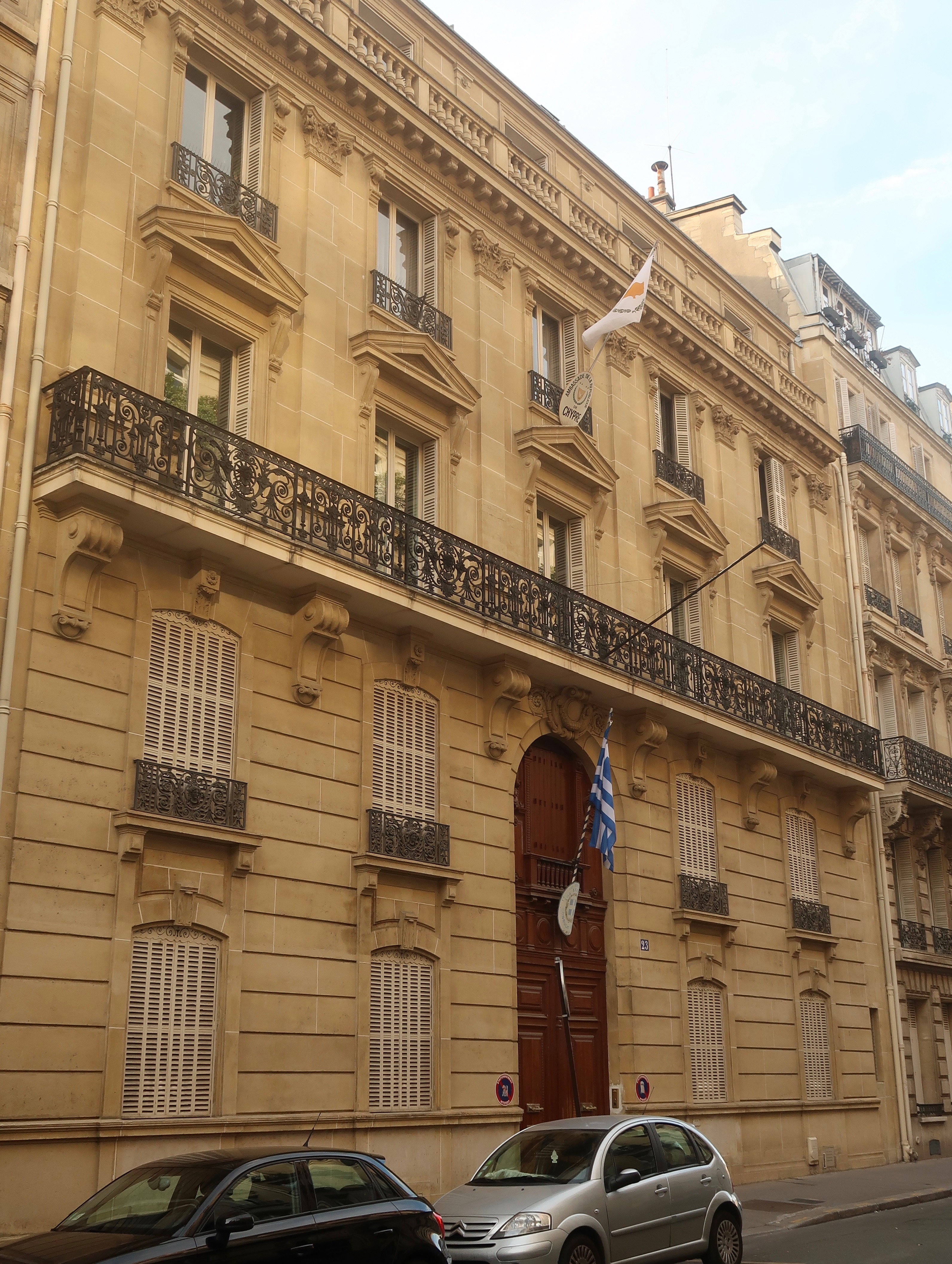
Consulat général à Paris.
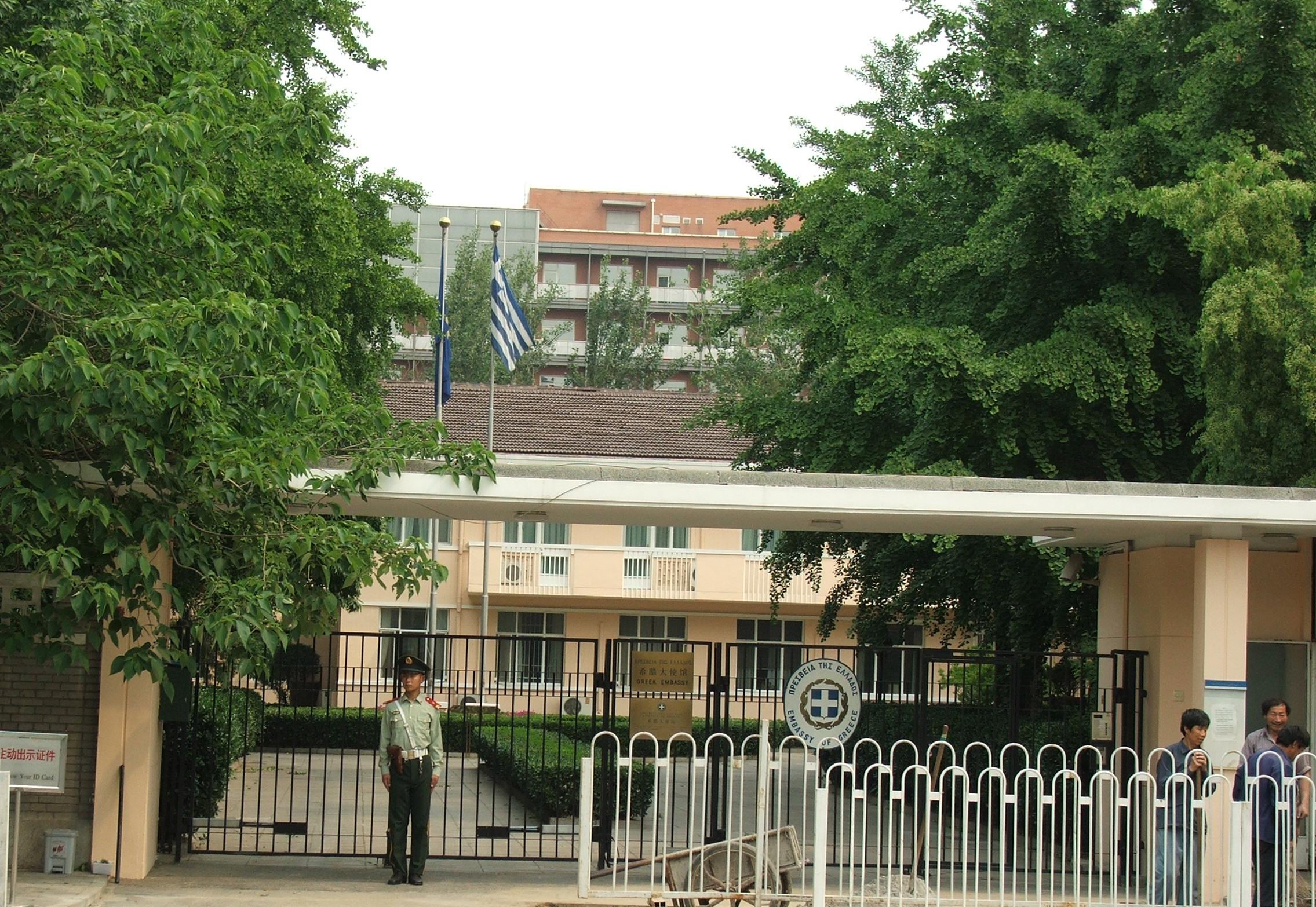
Ambassade à Pékin.
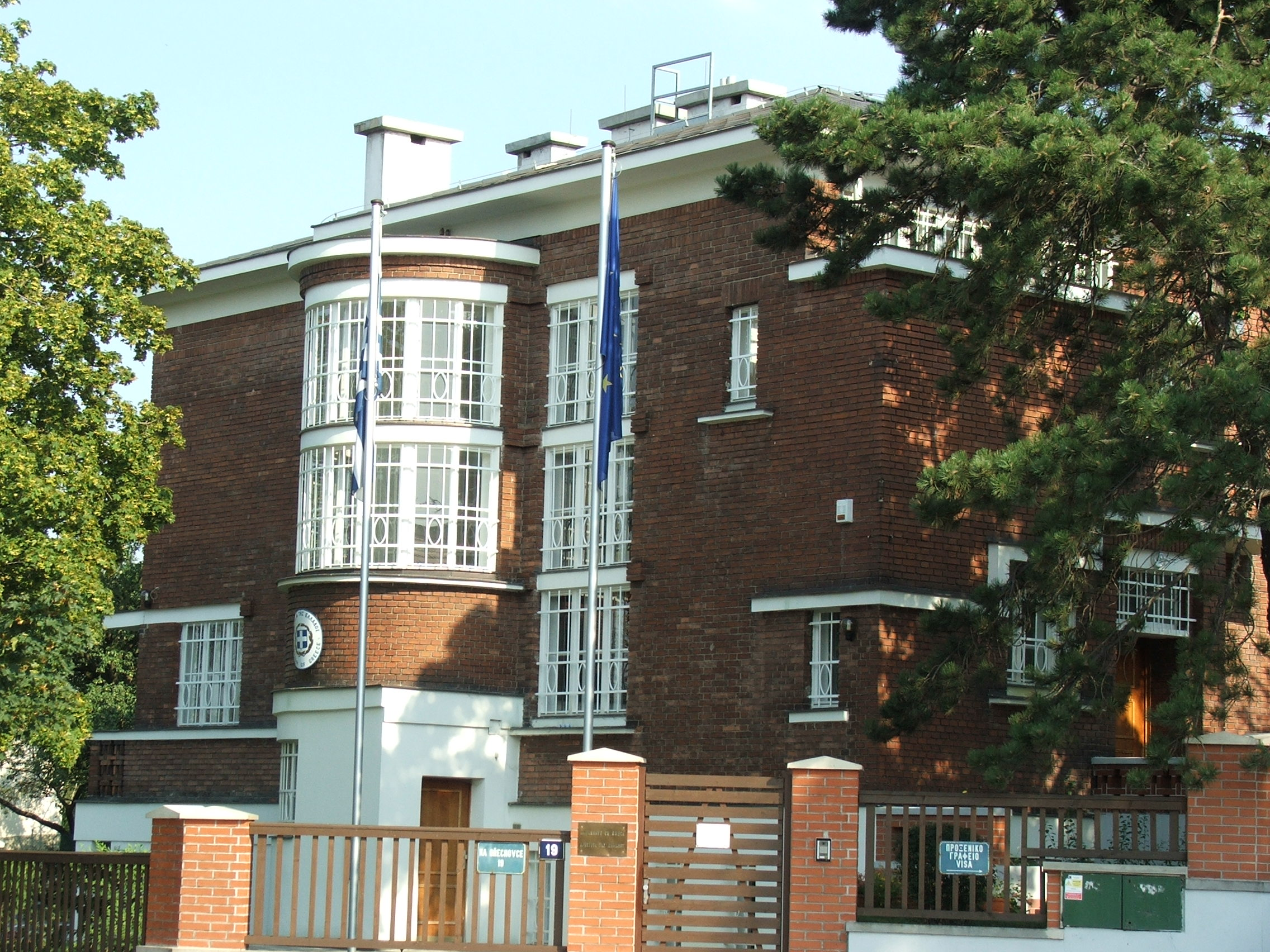
Ambassade à Prague.
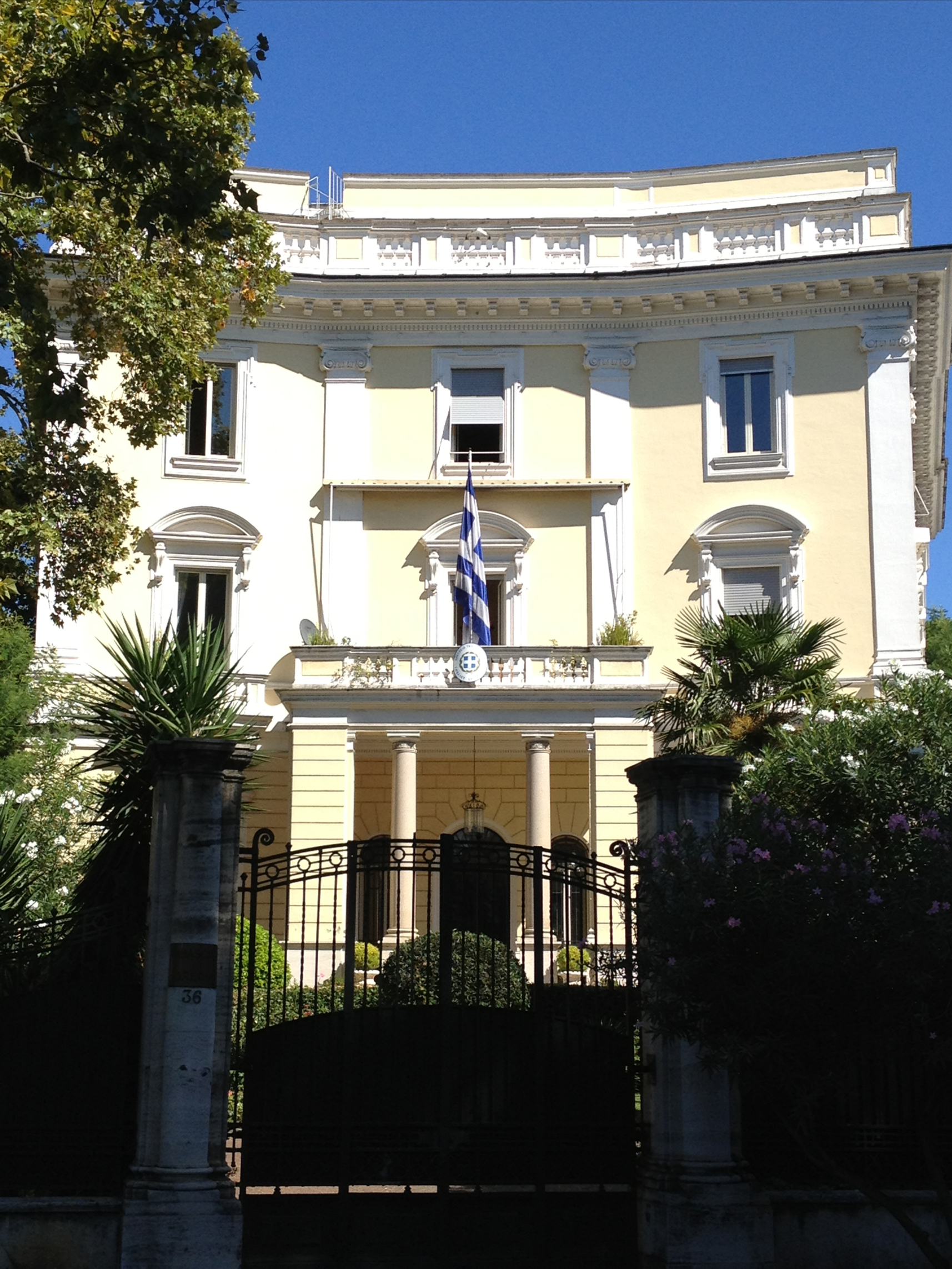
Ambassade à Rome.
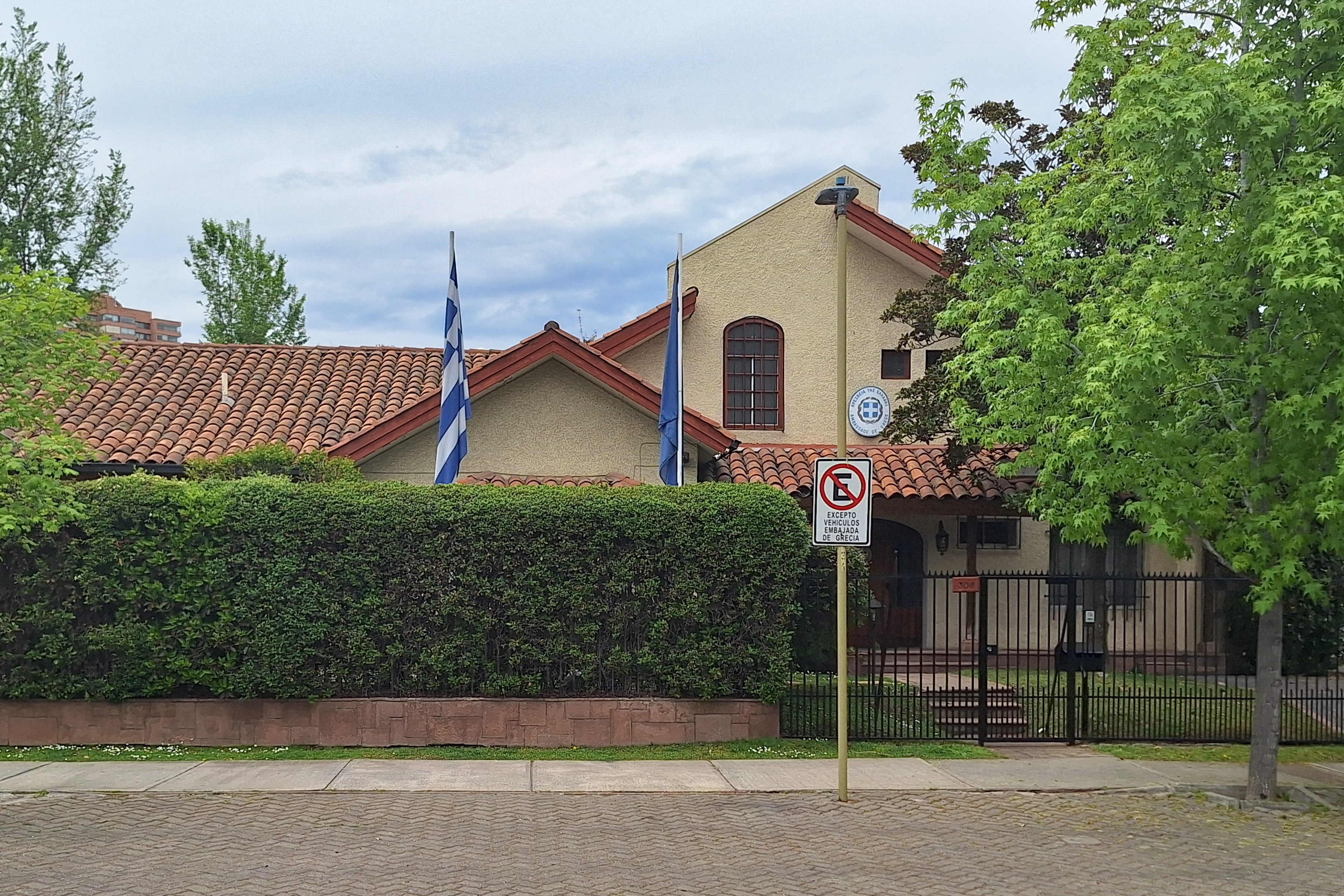
Ambassade à Santiago du Chili
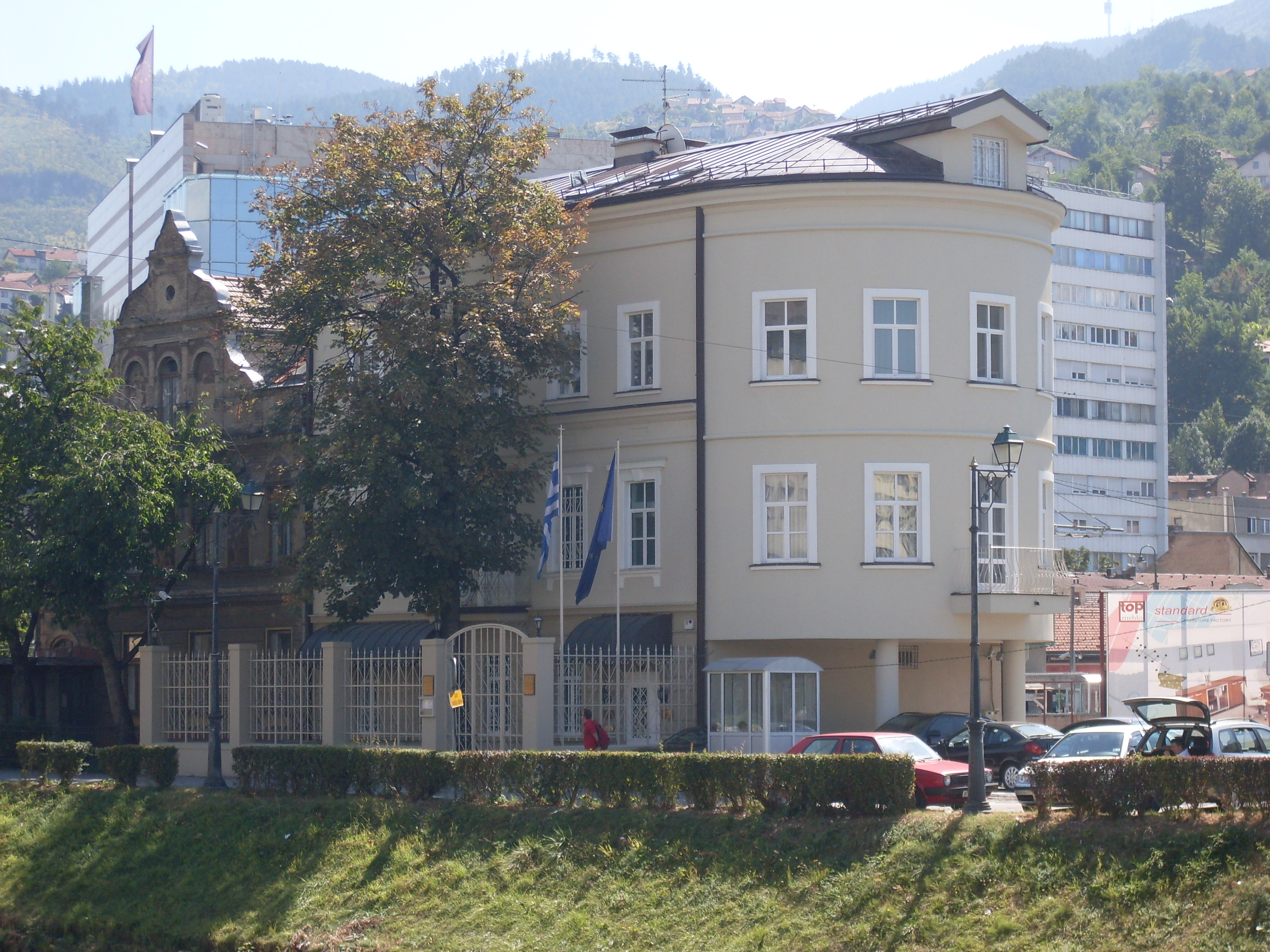
Ambassade à Sarajevo.
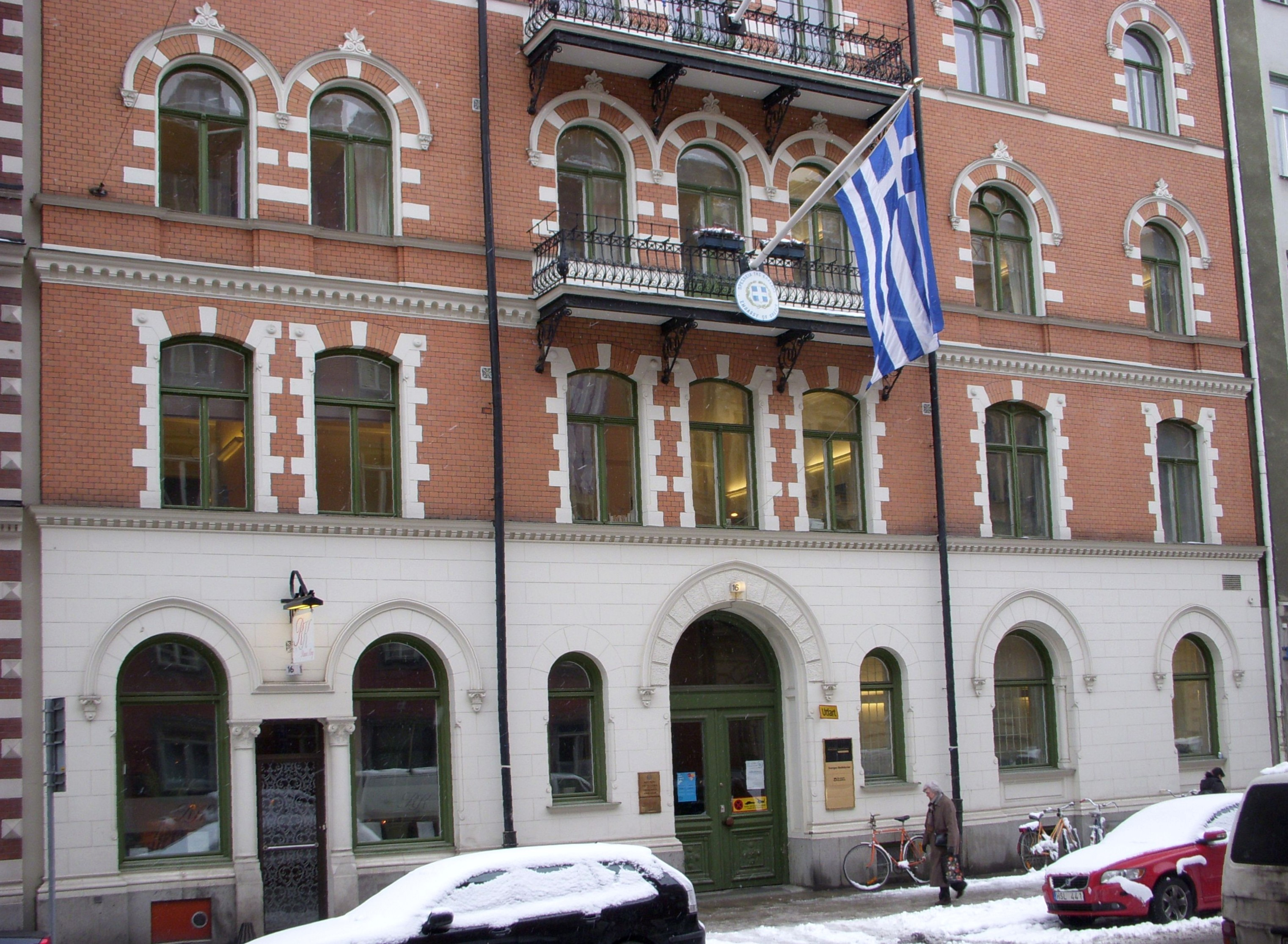
Ambassade à Stockholm.
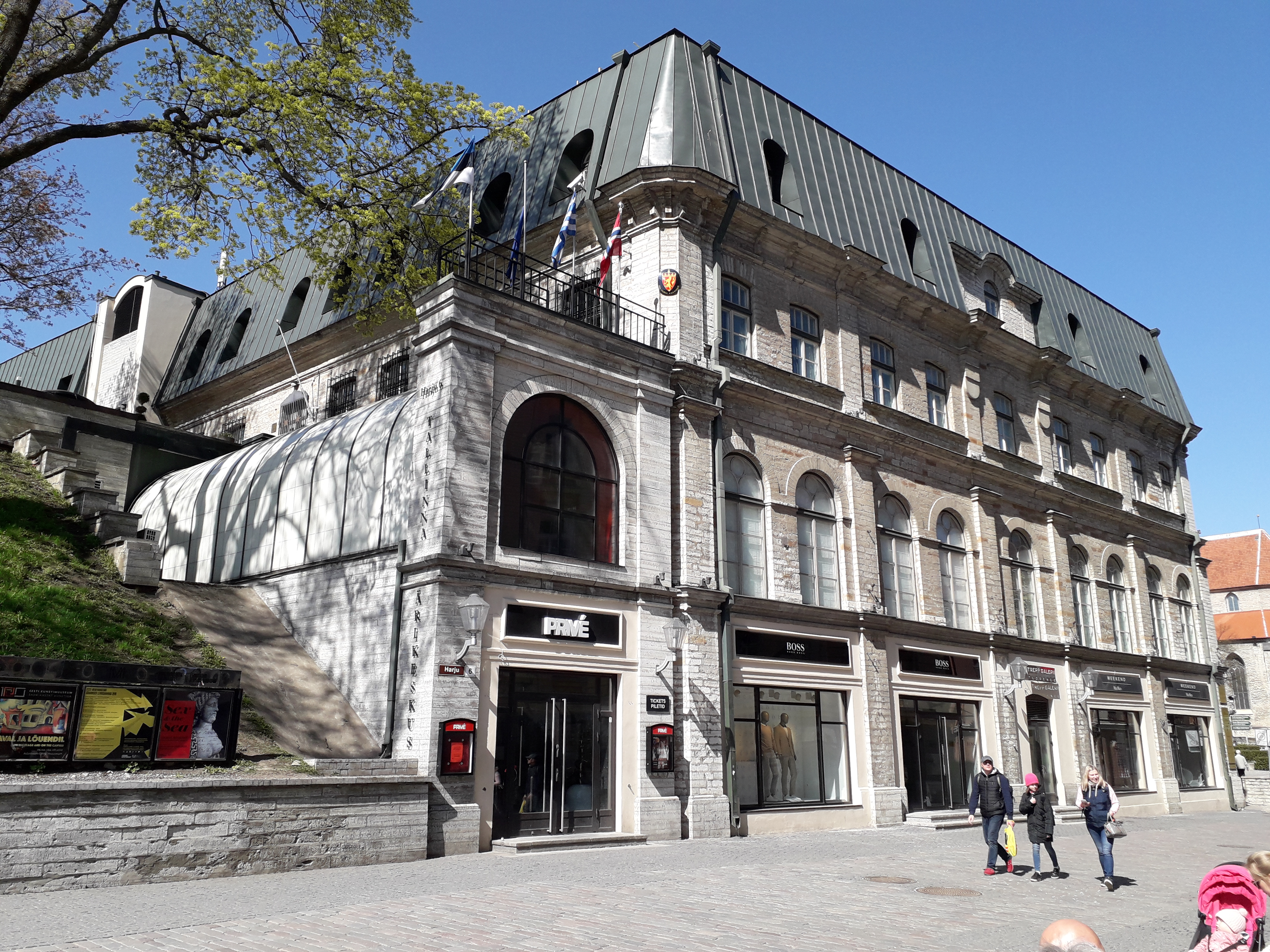
Ambassade à Tallinn.
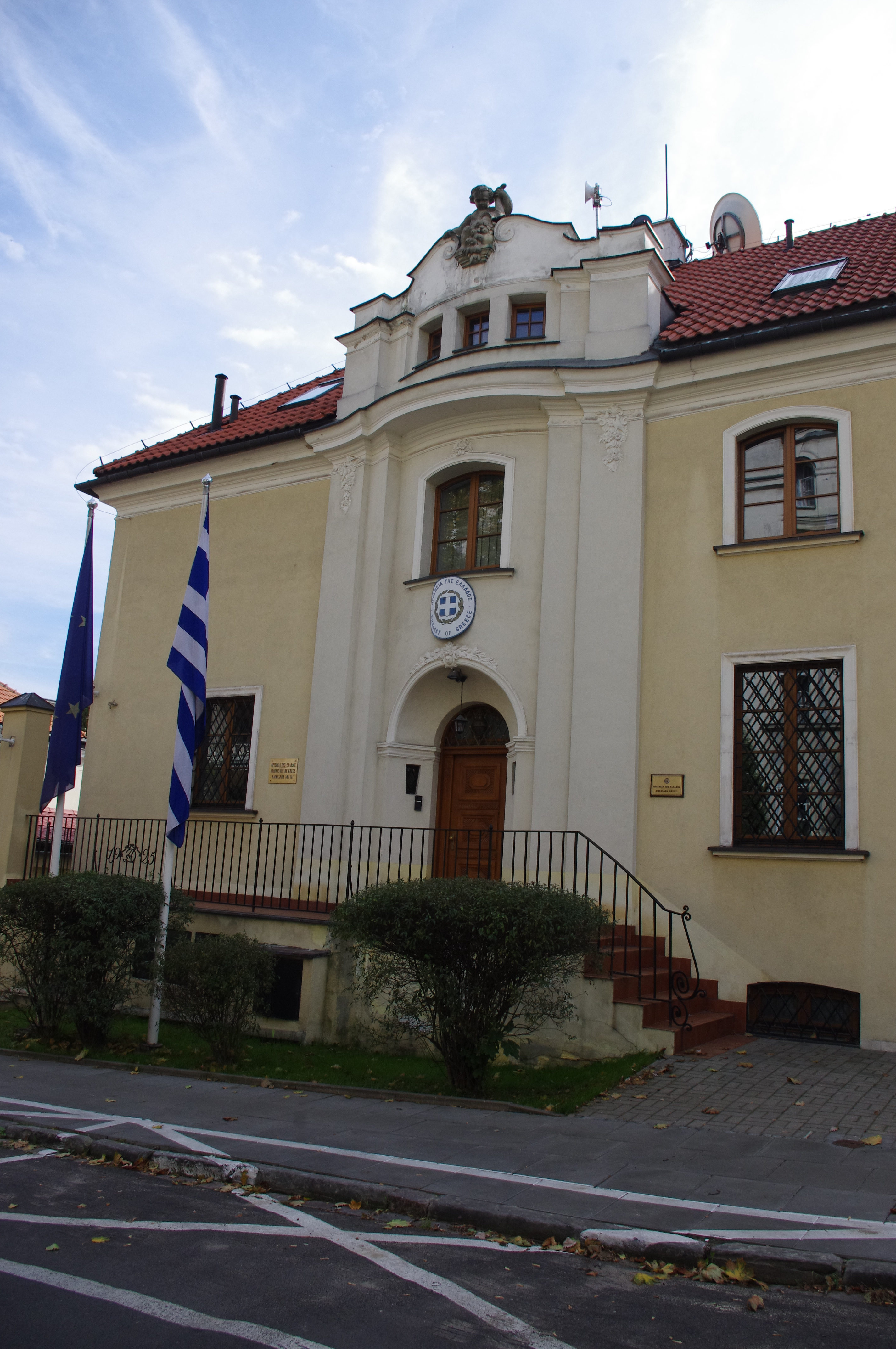
Ambassade à Varsovie.
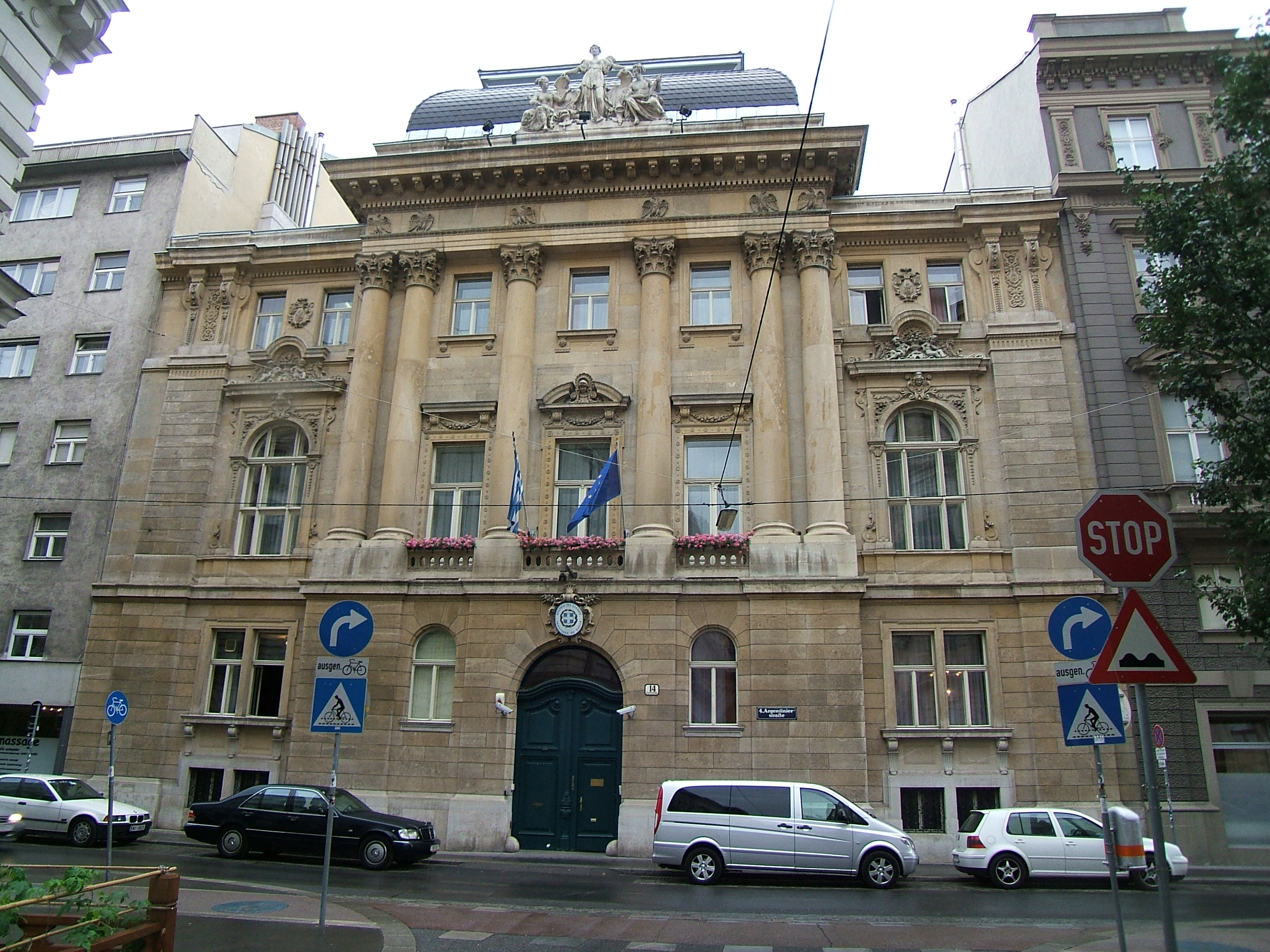
Ambassade à Vienne.
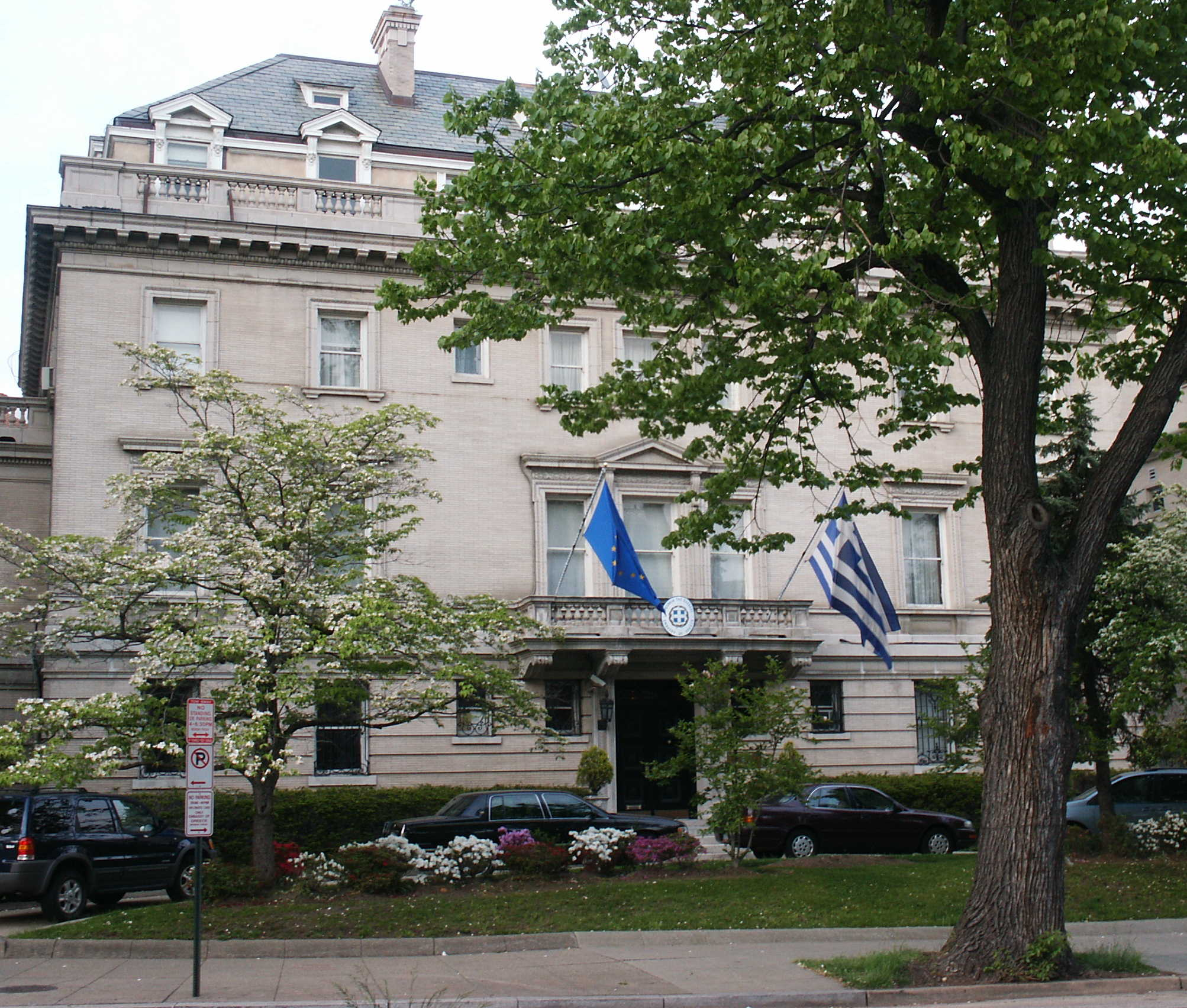
Ambassade à Washington.
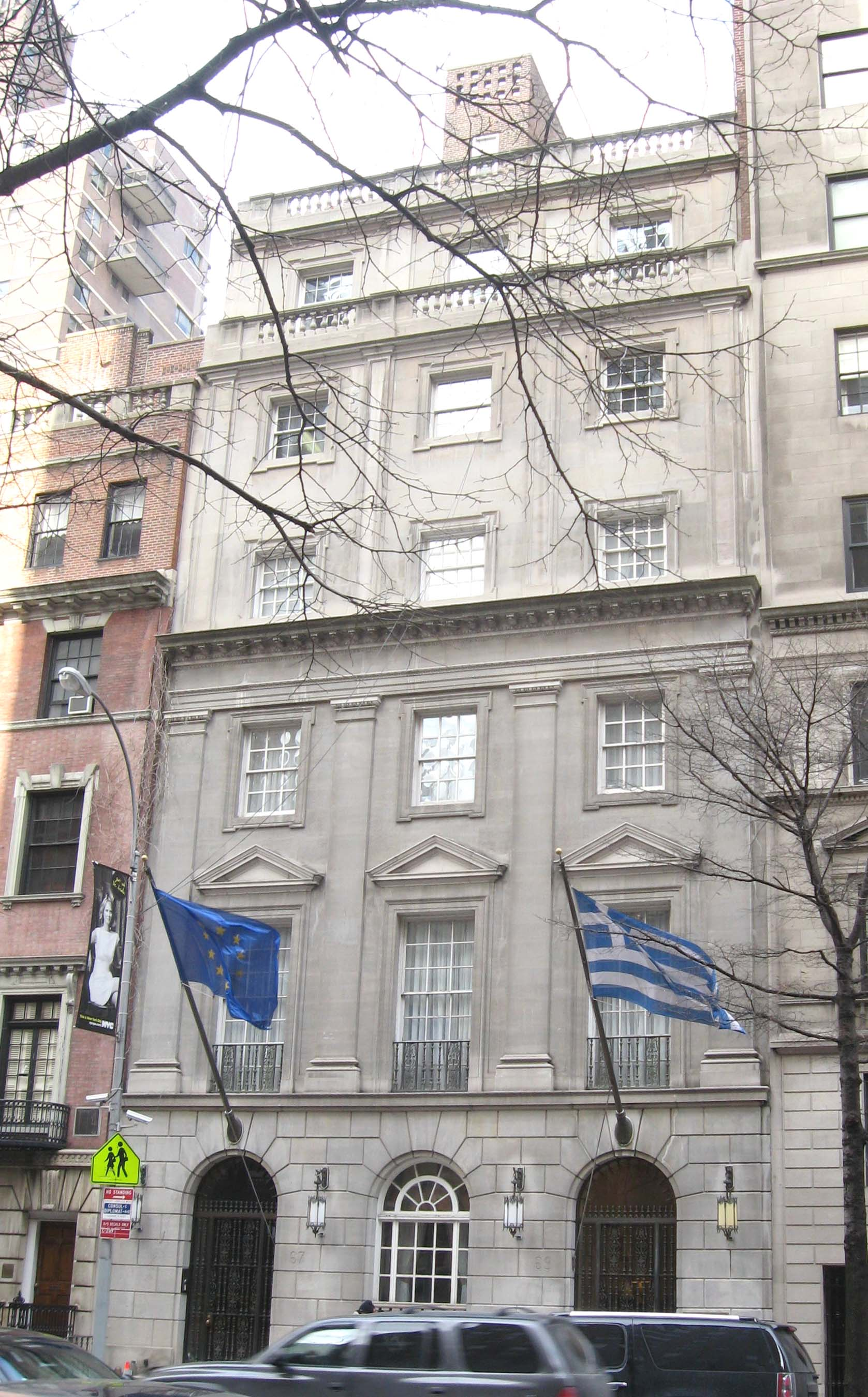
Consulat général à New York.
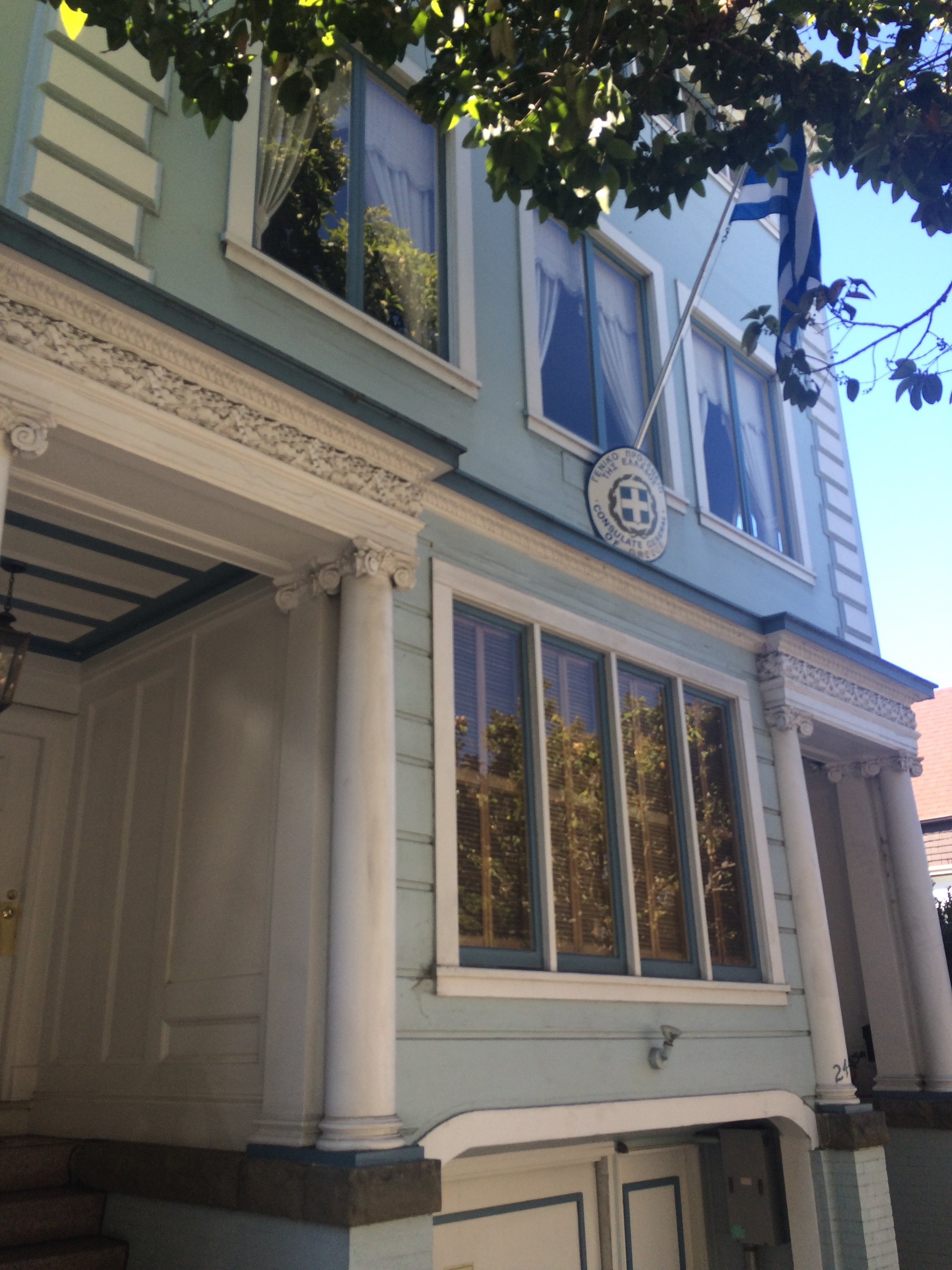
Consulat général à San Francisco.
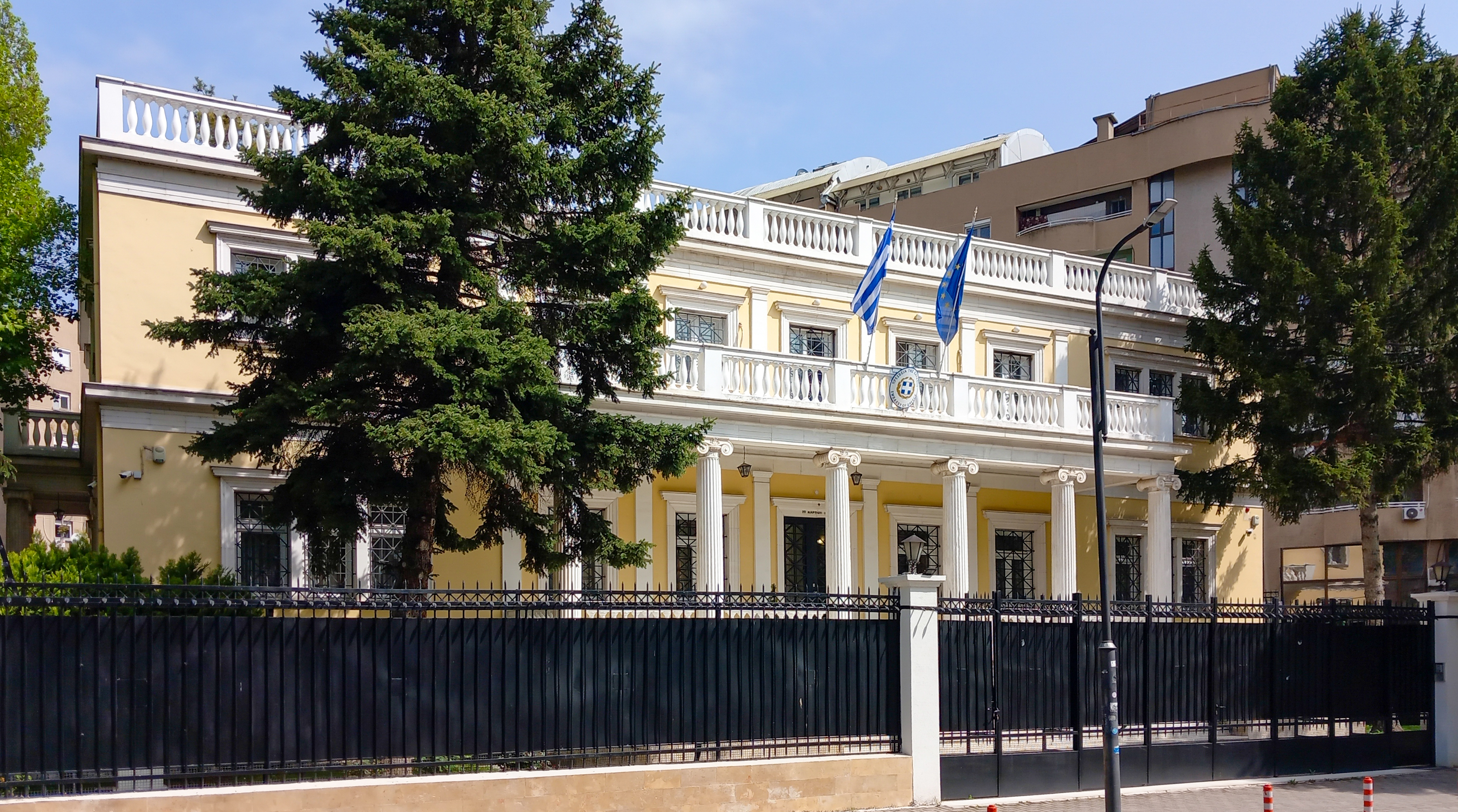
Ambassade à Skopje.